# Бардо, Брижит
Брижи́т Анн-Мари́ Бардо́ (фр. Brigitte Anne-Marie Bardot, МФА: МФА: [bʁiʒit baʁˈdo]о файле, сокращённо B. B. (Бебе́); род. 28 сентября 1934, Париж, Франция) — французская киноактриса, певица, фотомодель и писательница. Являлась одним из секс-символов 1950—1960-х годов. С начала 1970-х годов — активистка движения за права животных, основательница и глава фонда защиты животных «Фонд Брижит Бардо».
В юности Бардо занималась балетом. Начав кинокарьеру в 1952 году, она получила статус секс-символа и мировую известность благодаря ленте «И Бог создал женщину» (1956). В течение двадцатилетней карьеры в шоу-бизнесе Бардо снялась в 48 фильмах, участвовала в многочисленных музыкальных программах и записала порядка 80 песен; номинировалась на британскую премию BAFTA за роль в картине «Вива, Мария!» (1965). Экранному образу Бардо свойственна сексуальность в сочетании с непосредственностью и простодушием. Как актриса наибольшего успеха достигла в жанре романтической комедии, однако выдающимися фильмами с её участием критики считают драмы «И Бог создал женщину», «Истина» (1960) и «Презрение» (1963).
В 1970 году Бардо была выбрана первой моделью для бюста Марианны, официального символа Франции. Завершив кинокарьеру в 1973 году, в дальнейшем она посвятила свою жизнь борьбе за права животных. В 1990-х годах неоднократно выступала с критикой мигрантов и ислама во Франции и, как следствие, была пять раз оштрафована судом «за разжигание межнациональной розни».

## Ранние годы жизни

### Семья и детство
Родители Брижит Бардо поженились 3 августа 1933 года в Париже, в католической приходской церкви Сен-Жермен-де-Пре. Мать, Анна-Мари Мюсель по прозвищу Тоти́, родилась в Париже в 1912 году, а выросла в Милане. Отец, Луи Бардо по прозвищу Пилу́, также родился в Париже, в 1896 году. Инженер по образованию, он окончил Высшую электротехническую школу и позже вместе со своим отцом Шарлем работал в семейной фирме «Шарль Бардо и К°», производившей ацетилен и сжатый воздух. Увлекался фотографией, а также поэзией, и выпустил несколько сборников собственных стихов, включая «Стихи вразнобой» (фр. Vers En Vrac), который принёс ему Вокеленовскую премию Французской академии (Prix Paul Labbé-Vauquelin de l'Académie française). Являлся участником Первой мировой войны и был награждён орденом Почётного легиона. Через год после свадьбы Анны-Мари Мюсель и Луи Бардо, в квартире на площади Вьоле в 15-м округе Парижа, на свет появилась Брижит Анн-Мари Бардо. Вес новорождённой составлял 3,2 килограмма.
Брижит была воспитана в строгих католических традициях. Вместе с младшей сестрой Мари-Жанной по прозвищу Мижану́ (родилась 5 мая 1938 года) посещала католическую школу. У неё сменилось несколько нянь и гувернанток, благодаря одной из которых, итальянке по происхождению, она выучила итальянский язык. В детстве Брижит не считали красивой: она страдала от аллергической сыпи и амблиопии, носила специальные очки от близорукости и скобки на зубах — в течение долгих лет стеснялась своей внешности. «Я была таким заторможенным, хмурым ребёнком. <…> У меня отвратительный нос. Рот тоже никуда не годится. Верхняя губа тяжелее, чем нижняя, словно опухшая. Щёки слишком круглы, а глаза, наоборот, малы», — признавалась Бардо. По словам некоторых биографов актрисы, Мижану была любимицей родителей, а Брижит считали «гадким утёнком». «Брижит — злючка, да ещё и некрасивая», — говорила её мать Тоти.
Мать Брижит, которая сама занималась балетом в юности, пыталась привить дочерям любовь к музыке и танцам. С семи лет обе сестры учились в танцклассе Марселя Бурга, бывшей звезды «Гранд-оперы». Эти занятия помогли Брижит преодолеть излишнюю застенчивость и придали девушке уверенность в себе. Мижану не отличалась успехами в занятиях балетом и, обнаружив у себя склонность к точным наукам, вскоре покинула танцы. Брижит, которая не была способной ученицей в школе, имела естественную пластику и грацию и решила сосредоточить свои усилия на балетной карьере.

### Юные годы

Брижит Бардо в балетном классе хореографа Бориса Князева, конец 1940-х годов

В 1947 году Бардо была принята в Высшую национальную консерваторию музыки и танца несмотря на жёсткий отбор студентов и ограниченное количество мест. В течение трёх лет она посещала балетные классы Жанны Шварц, а позднее — русского хореографа Бориса Князева. Вместе с ней училась Лесли Карон, впоследствии прославившаяся благодаря фильму «Американец в Париже» (1951) с участием Джина Келли. По воспоминанию сокурсницы, Брижит была грациозной и пластичной, но при этом медленной, не слишком сильной и недостаточно трудолюбивой. Карон считала, что Бардо могла бы стать «прекрасной» балериной, если бы усерднее трудилась на занятиях. Князев являлся не только первоклассным педагогом, но и настоящим тираном — он бил нерадивых учеников хлыстом, и Брижит зачастую доставалось больше остальных. Карон вспоминала: «Князев обычно расхаживал по классу со стеком в руках и, если девушка не выполняла его требований, не стеснялся пустить его в ход». Однако именно благодаря Князеву и его суровой требовательности Бардо научилась грациозно двигаться, развила складную фигуру и создала свою знаменитую в будущем походку.
В начале сезона 1948 года Лесли Карон и несколько других девушек из класса Князева получили приглашение в «Балет на Елисейских полях». Брижит наблюдала из-за кулис, как репетирует труппа, и таким образом брала уроки мастерства. Один из театральных режиссёров, Жан Робен, хорошо запомнил девушку: «Ей тогда было лет 13—14. Она напоминала мне стебелёк, высокая и такая худенькая, далеко не красавица и ужасно застенчивая. Она боялась даже слово произнести». Бардо так и не получила приглашение на постоянное участие в труппе, которая в следующем году уехала с гастролями в Египет. Позже друг родителей Бардо, Кристиан Фуа, ведущий танцор «Балета на Елисейских полях», пригласил девушку поехать с их ансамблем на гастроли в города Фужер и Ренн. Таким образом, Бардо впервые получила возможность выступить с профессиональной балетной труппой. Вернувшись в Париж, она продолжила посещать занятия Князева, но уже не считала танцы слишком серьёзным занятием.

#### Съёмки вElleи первые кинопробы
В 1948 году мать Бардо, Тоти, решила открыть магазин модной одежды, использовав две комнаты их квартиры на улице Де-ля Помп. Она восхищалась дизайнером Жаном Барте и в конце января 1949 года устроила показ его коллекции в художественной галерее на улице Фобур Сент-Оноре, взяв за основу балетную тему, а в качестве манекенщицы задействовала Брижит. Позже её знакомая Мари-Франс де ля Виллюше, на тот момент приходившаяся главным редактором журнала «Сад моды» (фр. Jardin des Modes), узнала, что Брижит участвовала в показе, и позвонила Тоти с предложением сфотографировать дочь для специального приложения к их журналу. Редактор заверила родителей, что это не «за деньги» и что журналу она нужна как «девушка из общества», а не как манекенщица. Брижит понравилась эта идея, и 22 марта 1949 года снимки были опубликованы. Этот номер увидела Элен Гордон-Лазарефф, основательница и редактор журнала Elle, и через де ля Виллюше она связалась с Тоти и предложила Брижит сняться для обложки майского номера Elle. Со слов фотографа Юга Вассаля, Лазарефф считала: «Это [Бардо] женщина будущего. Это модель женщины будущего». Тоти согласилась неохотно, поставив условие — имя Брижит не должно фигурировать в подписях к снимкам. Гонорар Бардо составил 50 фунтов стерлингов, а вместо её полного имени под фотографиями были указаны инициалы B.B.
Через год Бардо снова снялась для Elle, в спецвыпуске от 8 мая 1950 года. Номер журнала случайно увидел Роже Вадим, на тот момент работавший помощником режиссёра Марка Аллегре. Он показал фотографии девушки Аллегре, и тот решил пригласить её на пробы для фильма «Лавры сорваны». Строгие родители Бардо были против её участия в пробах — они считали кино вульгарным, а профессию актёра — неприличной. Дед Бардо, Бум, убедил их дать девушке шанс. Тоти лично встретилась с режиссёром, а на пробы отправила Брижит в сопровождении её двоюродного брата Клода. На пробах присутствовал Вадим, который взял опеку над смущённой Бардо и помог ей подготовиться. В конечном счёте она получила роль, но производство фильма закрыли. Несмотря на неудачу, Брижит была приятно удивлена, что из многих претенденток выбрали именно её, — она задумалась о карьере актрисы. К тому же знакомство с Вадимом значительно повлияло на её дальнейшие жизнь и карьеру. Оба произвели сильное впечатление друг на друга, и скоро между ними начался роман. Родители были категорически против встреч дочери с «богемным типом» без постоянной работы. Они опасались его «пагубного» влияния на юную дочь и всячески пытались препятствовать их отношениям. В 15 лет Брижит объявила родителям, что намеревается выйти замуж за Вадима. Она начала прогуливать школу и тайно встречаться с ним. Когда об этом узнал отец, он решил отправить дочь учиться в Англию вплоть до совершеннолетия. Однажды вечером, за день до её предполагаемого отъезда, родители с сестрой Мижану пошли в театр, и в их отсутствие Брижит попыталась покончить с собой, отравившись газом на кухне. Вернувшись домой раньше, родители нашли девушку без сознания. После выздоровления она убедила родителей позволить Роже встречаться с ней, и тогда отец поставил условие, что возлюбленный Брижит найдёт постоянную работу (отсутствие её у молодого человека смущало родителей). Кроме того, было решено, что Брижит не выйдет замуж, пока ей не исполнится 18 лет.

## Карьера киноактрисы

### Предпосылки и первые проекты
Друг семьи Бардо, Андре-Пьер Тарб, занимался обеспечением французских морских лайнеров развлекательной программой — он отправлял в рейс музыкальных исполнителей и танцоров. Узнав, что Брижит училась у Князева, он предложил ей первый и единственный в её карьере контракт в качестве балерины. Тарб отправил девушку в 15-дневный круиз на борту лайнера «Адмирал де Грасс», направлявшегося на Канарские и Азорские острова. В программе выступлений труппы «Парижского балета» Брижит была отмечена в качестве примы-балерины. Тарб вспоминал: «По натуре она была очень робкой. Такая застенчивая девчушка. Обычно она жаловалась, что не умеет танцевать. И мы все [экипаж судна] дружно начинали её успокаивать, говоря, что она прекрасно танцует. И хотя ей и впрямь подчас недоставало грации, публика была от неё в восторге».
Вернувшись в Париж, Брижит вновь снялась для журнала Elle, о ней начали говорить в прессе; Бардо стала получать приглашения на съёмки в фильмах. Её антрепренёром стал друг отца — Морис Вернан. Он нашёл для неё роль в комедии Жана Бойера «Нормандская дыра» (1952) с участием Бурвиля. Главной причиной, по которой Бардо согласилась на участие в фильме, было желание заработать денег. Свои первые съёмки, которые длились три месяца, Бардо назвала «адом». Не имея актёрского опыта, она чувствовала себя неловко и беспомощно рядом с опытными актёрами, а «брань грубых ассистентов, негодяи-продюсеры и отвратительные гримёры» ещё больше вызывали подавленность. Бардо осталась недовольна своей игрой в ленте. Закончив работу и вернувшись в Париж, она решила покончить с кино, но через некоторое время, благодаря Вадиму, ей была предложена главная роль в картине «Манина, девушка в бикини», в которой её привлёк размер гонорара. Съёмки проходили в Ницце, и Бардо была в открытом купальнике на протяжении большей части фильма. По этой причине клерикалы назвали ленту «угрозой общественным и семейным устоям». Во время съёмок были сделаны откровенные снимки Бардо, впоследствии попавшие на страницы нескольких французских газет, после чего возмущённый отец девушки потребовал, чтобы ему и его команде адвокатов разрешили просмотреть фильм перед выходом на экраны и вырезать оскорбительные для достоинства Брижит сцены. Режиссёр Вилли Розье отказал ему в этом, однако в качестве компромисса согласился перед выходом фильма провести комплексную проверку. В ноябре 1952 года суд постановил, что картина не представляет опасности для моральных устоев общества и потому может быть выпущена в прокат без какого-либо вреда для чести семьи актрисы.
После «Манины…» Бардо снялась в эпизодической роли подруги невесты в фильме «Длинные зубы», срежиссированном общим другом Брижит и Вадима, Даниэлем Желеном. К тому времени Вадим уже имел постоянную работу журналиста (как и обещал родителям возлюбленной) в редакции новой газеты Paris Match и на досуге писал сценарии, в надежде, что когда-нибудь «они воплотятся в картины». Брижит часто навещала его на работе, приходила по несколько раз в неделю, и журналисты газеты прозвали её «невестой Paris Match». Когда Бардо исполнилось восемнадцать лет, Вадим решился попросить её руки. Венчание состоялось 20 декабря 1952 года.
Отзывы критиков о первых двух ролях Бардо были крайне негативными, и она считала, что в кино для неё нет будущего. Между тем Вадим познакомил девушку с Ольгой Хорстиг-Примуц, которая стала её агентом и близкой подругой на долгие годы, — Бардо по-дружески называла её «мамой Ольгой». Хорстиг-Примуц вспоминала: «Как только я увидела её, мне даже не нужно было долго раздумывать. Я тотчас же заявила, что согласна представлять её интересы. Она была божественна. Она была неотразима. И я всегда относилась к ней, как к своей второй дочери». Ольга взялась подыскивать Брижит работу, тогда как Вадим оставил за собой роль её пресс-агента. Благодаря их стараниям, за короткое время Бардо снялась в целом ряде фильмов: среди них англоязычная картина «Акт любви» (1953) Анатоля Литвака с участием Кирка Дугласа, а также «Портрет его отца» (1953), «Тайны Версаля» (1954), «Традита» (1954), «Сын Каролины Шери» (1955). Кроме того, она получила эпизодическую роль в фильме «Елена Троянская» (1956), производством которого занималась студия Warner Brothers. Практически не зная английского языка, она зубрила диалоги, но произносила свои реплики вполне уверенно. Представители студии заметили юную актрису и предложили ей контракт на 7 лет, однако та отказалась и вместо этого приняла предложение сыграть в картине «Будущие звёзды» с Жаном Маре. На тот момент это была её самая крупная роль. Брижит впервые пришлось работать вместе со своим мужем, который являлся автором сценария проекта, и режиссёром Марком Аллегре. Вадим заметил, что Брижит наконец научилась держаться перед камерой и что из неё может получиться кинозвезда, если всё и дальше пойдёт так же гладко. Втроём они основательно проработали сценарий, чтобы реплики Бардо соответствовали задуманному образу.

### Первые успехи

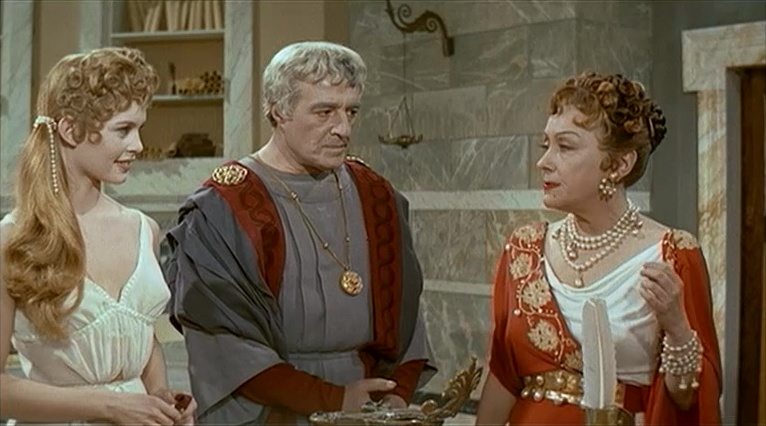
Слева направо: Брижит Бардо, Витторио Де Сика и Глория Свенсон в фильме «Мой сын Нерон» (1956). Сцена с Бардо в наполненной молоком ванной удостоилась положительных отзывов как критиков, так и зрителей.

Взлёту карьеры Брижит способствовало посещение ею и Вадимом Каннского кинофестиваля в апреле 1953 года. Появившись на местном пляже в бикини и на американском авианосце перед 3500 моряками, актриса затмила присутствующих кинозвёзд и привлекла к себе внимание репортёров и фотографов. По настоянию Ольги Хорстиг-Примуц и Вадима, Бардо записалась на курсы актёрского мастерства Рене Симона, но вскоре их бросила, считая, что опыт — лучший учитель. Осенью 1953 года она в первый и последний раз появилась на парижской театральной сцене — в пьесе Жана Ануя «Приглашение в замок». Ануй, заметив Брижит в нескольких фильмах, обратился к Вадиму с предложением о второстепенной роли для девушки.
Весной 1953 года американская киностудия Universal предложила Бардо контракт, однако актриса его отклонила. Причинами нежелания работать в Соединённых Штатах были нелюбовь к авиаперелётам, недостаточное знание английского языка и страх перед голливудскими «киношниками», которые, по её мнению, «сожрали бы её живьём». В том же году британский продюсер Бетти Бокс предложила Брижит сняться в ленте «Памятный день», однако та отказалась под предлогом, что её английский «оставляет желать лучшего». «Я заметила её ещё раньше, до или после Каннского кинофестиваля. Было видно, что из неё наверняка получится звезда», — вспоминала Бокс. Однако продюсер очень хотела поработать с юной актрисой и потому вылетела в Париж, чтобы сделать новое предложение для Бардо — роль обольстительной певицы Элен в лёгкой комедии «Доктор на море» (1955) режиссёра Ральфа Томаса. Тогда Брижит приняла предложение. Во время съёмок её английский, по признанию Бокс, звучал «комично», но именно в этом для продюсера и заключалось удовольствие от работы с актрисой. Картина запомнилась коротким эпизодом в душе, где Брижит снялась полностью обнажённой. Считается, что эта достаточно смелая по тем временам обнажённая сцена была первой в истории английского звукового кино. Работа Брижит в фильме получила благоприятные отзывы — её впервые назвали «секс-кошкой» и «глотком свежего воздуха».
Вернувшись во Францию, она снялась в драме «Уличный свет» (1955). К тому времени Вадим и Хорстиг-Примуц проработали договор на серию фильмов с режиссёром Жаком Готье, однако незадолго до конца производства «Уличного света», после неудачной операции, Готье скончался. Его возлюбленная, а также администратор фильма, Кристина Гуз-Реналь решила продолжить работу Готье и закончила ленту. Несмотря на то, что Кристина была в два раза старше Брижит, они стали подругами. «Мне было отлично видно, что она ненавидит кинобизнес, ненавидит сниматься, ненавидит, когда ею командуют, ненавидит всё, что так или иначе имеет отношение к кино», — признавалась Гуз-Реналь.
В дальнейшем Бардо снялась в фильмах «Большие манёвры» (с Мишель Морган и Жераром Филипом), «Ох уж эта девчонка!» (по сценарию Вадима), в итальянской ленте «Мой сын Нерон» и исполнила главную роль в комедии «Обрывая лепестки маргаритки» (известной под названиями «Мадемуазель Стриптиз» в Великобритании и «Пожалуйста, господин Бальзак» в Соединённых Штатах), сценарий для которого также написал Вадим, а режиссёром выступил Марк Аллегре. Эти картины имели успех и закрепили за Брижит статус главного секс-символа Франции. Пока репутация Бардо росла, Вадим поставлял журналистам всевозможные «сенсационные новости» о жене — например, заявил, что «для неё нагота — это примерно то же самое, что улыбка или цветок». Он также подчёркивал, что в своих фильмах Бардо не играет, а всегда остаётся самой собой.

### «И Бог создал женщину»

Брижит Бардо и Жан-Луи Трентиньян в фильме «И Бог создал женщину» (1956). Роман между актёрами, завязавшийся во время съёмок, привёл к разводу между Бардо и Вадимом

К 1956 году у Вадима появилась идея снять Бардо в собственном фильме, который бы раскрыл её «естественную неприкрытую сексуальность». Он планировал снять «революционное кино», направленное против жестоких рамок моральных устоев, которое произведёт революцию в кинематографе Франции и других стран. По его мнению, «в то время публика уже созрела воспринять нечто монументальное по своей значимости». Продюсер Рауль Леви не только согласился поддержать начинание Вадима, но даже был готов позволить ему взять на себя обязанности режиссёра. Леви всё же обратился к представителям Columbia Pictures, и там проявили некоторый интерес к фильму, однако отказывались финансировать проект, поскольку кандидатура Вадима в качестве режиссёра их не устраивала, а на главную роль была выбрана «молодая актриса, а не крупная кинозвезда» Бардо. Представители Columbia поставили условие — привлечение к проекту какого-либо известного актёра, способного обеспечить кассовые сборы. Выбор пал на Курта Юргенса, и студия поддержала проект.
В конечном итоге фильм получил название «И Бог создал женщину», а режиссёром выступил Вадим. Брижит сыграла вызывающую и сексуально раскрепощённую Жюльетт Арди, которая мечется между тремя мужчинами. Сам Вадим подчеркнул, что через этот персонаж хотел воссоздать атмосферу своего времени: «Жюльетт — это девушка своего времени, свободная от чувства вины, всех табу, которые насаждают общество, чья сексуальность ничем не ограничена. В довоенных фильмах и литературе таких женщин приравнивали к проституткам. В этом же фильме это молоденькая девушка, великодушная и щедрая, немного неуравновешенная и неуловимая, у которой нет другого оправдания, кроме как своего великодушия». Европейские зрители были потрясены настолько откровенными для того времени сценами, тогда как Католическая церковь осудила фильм за провокационное поведение героини Брижит, а также за сцены, в которых актриса появляется обнажённой и танцует на столе. В Соединённых Штатах картина вышла на экраны спустя десять месяцев (21 октября 1957 года) после европейского релиза и также вызвала немало споров, потому как подобная откровенность не была свойственна голливудским фильмам того времени. К примеру, в штате Техас «И Бог создал женщину» и вовсе запретили к показу, так как считали, что он может «разгневать темперамент чернокожих зрителей». Однако с коммерческой точки зрения лента была чрезвычайно успешна — кассовые сборы составили четыре миллиона долларов, и Бардо получила небывалую для неанглоговорящей актрисы популярность в США. Множество американских изданий сравнивали Брижит с самыми успешными актрисами того времени, в числе которых Мэрилин Монро, Одри Хепбёрн и Элизабет Тейлор. Историки считают, что фильм значительно способствовал сексуальной свободе в кинематографе и, соответственно, началу революции 1960-х годов. Благодаря огромному успеху в Европе, лента была повторно выпущена в прокат, что способствовало всемирной популярности актрисы и началу «Бардомании» (фр. Bardot mania). С тех пор жизнь актрисы и её деятельность постоянно находились в центре внимания мировой прессы. Сама Брижит не была готова к такой популярности и шумихе — это вызывало у неё удивление, потому что она никогда не считала себя ни талантливой актрисой, ни красавицей.
Бардо начала получать многочисленные предложения от киностудий Голливуда, доходившие до 250 тысяч долларов (ныне соответствует 2—3 миллионам долларов), но, как и раньше, она отказывалась работать за океаном. Во время съёмок фильма «И Бог создал женщину» (с мая по июль 1956 года) у неё начался роман с партнёром по фильму, Жаном-Луи Трентиньяном, и в декабре 1957 года брак между ней и Вадимом был расторгнут. «Мы развелись весьма цивилизованно и по-дружески, разумеется, не обошлось и без нескольких печальных минут. Когда всё было окончено, мы оказались одни в коридоре суда. Я обнял её, и мы поцеловались», — вспоминал Вадим. Несмотря на развод, они остались близкими друзьями и впоследствии неоднократно сотрудничали.

### Конец 1950-х годов

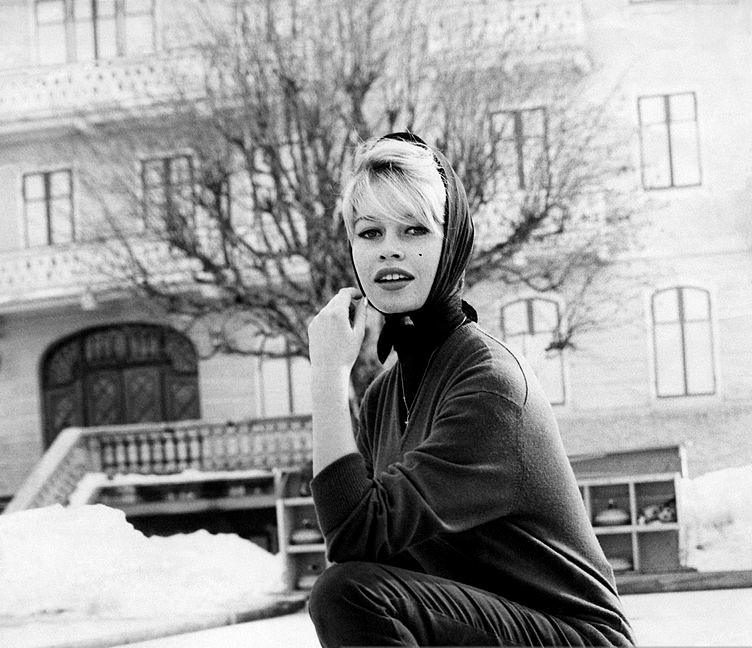
Брижит Бардо на площадке для кёрлинга, февраль 1958 года

После скандального успеха фильма «И Бог создал женщину» Бардо перешла от образа дерзкой соблазнительницы к амплуа инженю в комедиях «Невеста слишком хороша» и «Парижанка» (1957), в трагедийной драме Вадима «Ювелиры при лунном свете» (1958; американское название — «Той ночью обрушились небеса»). В картине «В случае несчастья» (1958), экранизации романа Жоржа Сименона, партнёром Бардо стал прославленный Жан Габен. Когда Габен узнал, что будет сниматься вместе с Брижит, он отреагировал крайне отрицательно, однако вскоре отзывался о ней как о «нежном создании, не способном жить без любви и ласки». Героиня Бардо, юная преступница, заводит роман с пожилым адвокатом, который оправдал её в суде. Фильм особенно известен благодаря провокационной сцене, в которой героиня Бардо, не имея денег на адвоката, предлагает ему саму себя. Бардо и Габен хорошо сработались, и фильм получился удачным.
В конце 1957 года Брижит выступила в рождественской музыкальной программе вместе с французским музыкантом Жильбером Беко. Через год она снова подготовила рождественский выпуск телешоу — вместе с ведущим танцором «Гранд-оперы» Мишелем Рено она исполнила па-де-де из балета «Сильвия» французского композитора Лео Делиба. Позже режиссёр Отто Премингер купил права на экранизацию романа Франсуазы Саган «Здравствуй, грусть!» и планировал снять Бардо в главной роли, однако Вадим отговорил актрису от предложения. В том же году Леви и Вадим собирались снимать англоязычный фильм «Ночной Париж» с участием Бардо и Фрэнка Синатры. Вадим написал сценарий и прилетел к Синатре в Лас-Вегас, и тот заинтересовался идеей. Планы не осуществились — Брижит отказалась сниматься в Соединённых Штатах, а Синатра не захотел лететь в Париж.
Следующими фильмами актрисы стали любовная драма «Женщина и паяц» (1959; в Соединённых Штатах и Италии известна под названием «Женщина»), где она сыграла горячую танцовщицу фламенко, и военная комедия Кристиан-Жака «Бабетта идёт на войну» (1959). Вторая вышла особенно удачной и номинировалась на главный приз Московского международного кинофестиваля. Это первый фильм с участием актрисы, официально показанный в СССР. Во время работы над «Бабеттой» Бардо познакомилась с Жаком Шарье, и скоро между ними начался роман. Через три месяца актриса забеременела и по собственному признанию не была в восторге. Со слов биографа Бардо Ива Биго, Брижит «так любила своё тело, что беременность её не обрадовала. Напротив, это её тревожило и беспокоило. <…> Шарье мечтал о ребёнке и уговорил её его родить». Дабы упредить прессу и избежать скандала, Бардо и Шарье решили пожениться. Свадьба состоялась 18 июня 1959 года в мэрии Лувесьена, и брак продлился до 1962 года.
В комедии с элементами детектива «Танцуй со мной» (1959) Бардо снова получила возможность продемонстрировать свой талант танцовщицы. Её партнёром по фильму был Анри Видаль, ранее игравший с ней в «Парижанке». На момент съёмок актриса была беременна, и последние сцены с ней снимались только крупным планом. После «Парижанки» экранная пара Видаль—Бардо так полюбилась публике, что режиссёр Мишель Буарон и продюсер Франсис Кон задумали снять ещё несколько фильмов с их участием. Однако до премьеры «Танцуй со мной» Видаль неожиданно умер от сердечного приступа.

### 1960-е: «Истина» и «Презрение»

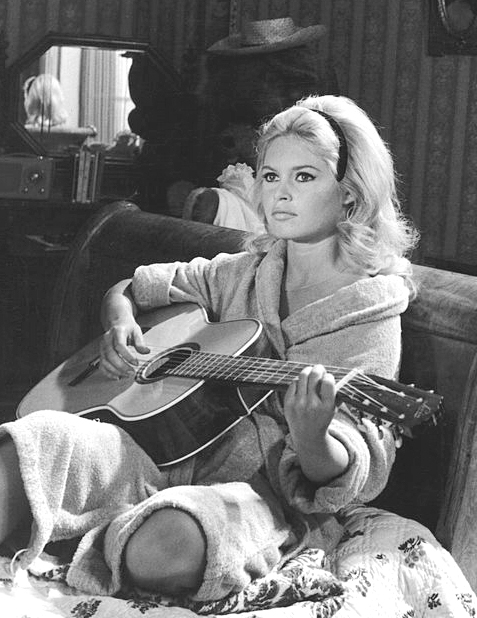
Бардо на съёмках ленты «Частная жизнь» в 1962 году

В 1960-х годах Бардо снялась в 16 картинах. После рождения сына Николя-Жака Шарье в январе 1960 года она начала работать с мастером триллеров Анри-Жоржем Клузо над трагедийной драмой «Истина». В этой ленте Брижит играла роль Доминик, юной провинциалки, мечтающей покорить Париж. Фильм получил награды различных кинофестивалей, а Бардо была признана лучшей актрисой на вручении премий в нескольких странах. Критики называют этот картину одной из важнейших в карьере Бардо, а сыгранную ею роль — одной из её лучших работ как драматической актрисы. Кроме того, кассовые сборы ленты были высоки, а спустя годы Брижит назвала «Истину» своей любимой работой.
В 1961 году Бардо впервые поработала в паре с Аленом Делоном в эпизоде «Агнесса Бернауэр» фильма «Знаменитые любовные истории». Проект актрисе не понравился; она также не была удовлетворена партнёром, написав в автобиографической книге следующее: «Общаться с Аленом — это то же самое, что общаться с комодом! Это лицо, эти глаза ничего не выражают, они не волнуют, не притягивают, в них нет и намёка на правду, на чувство, на страсть. Ален — существо холодное, он крайний эгоист. <…> Делон раздражал меня донельзя». Впоследствии она изменила своё мнение и назвала Делона одним из самых красивых и талантливых актёров Франции. В 1962 году Бардо снялась в картине «Частная жизнь» вместе с Марчелло Мастроянни. Фильм о молодой кинозвезде под влиянием обрушившейся на неё славы являлся своего рода биографией Брижит — некоторые события картины были заимствованы из жизни актрисы. Режиссёром выступил Луи Маль, а продюсером — неоднократно работавшая с Бардо Кристина Гуз-Реналь.

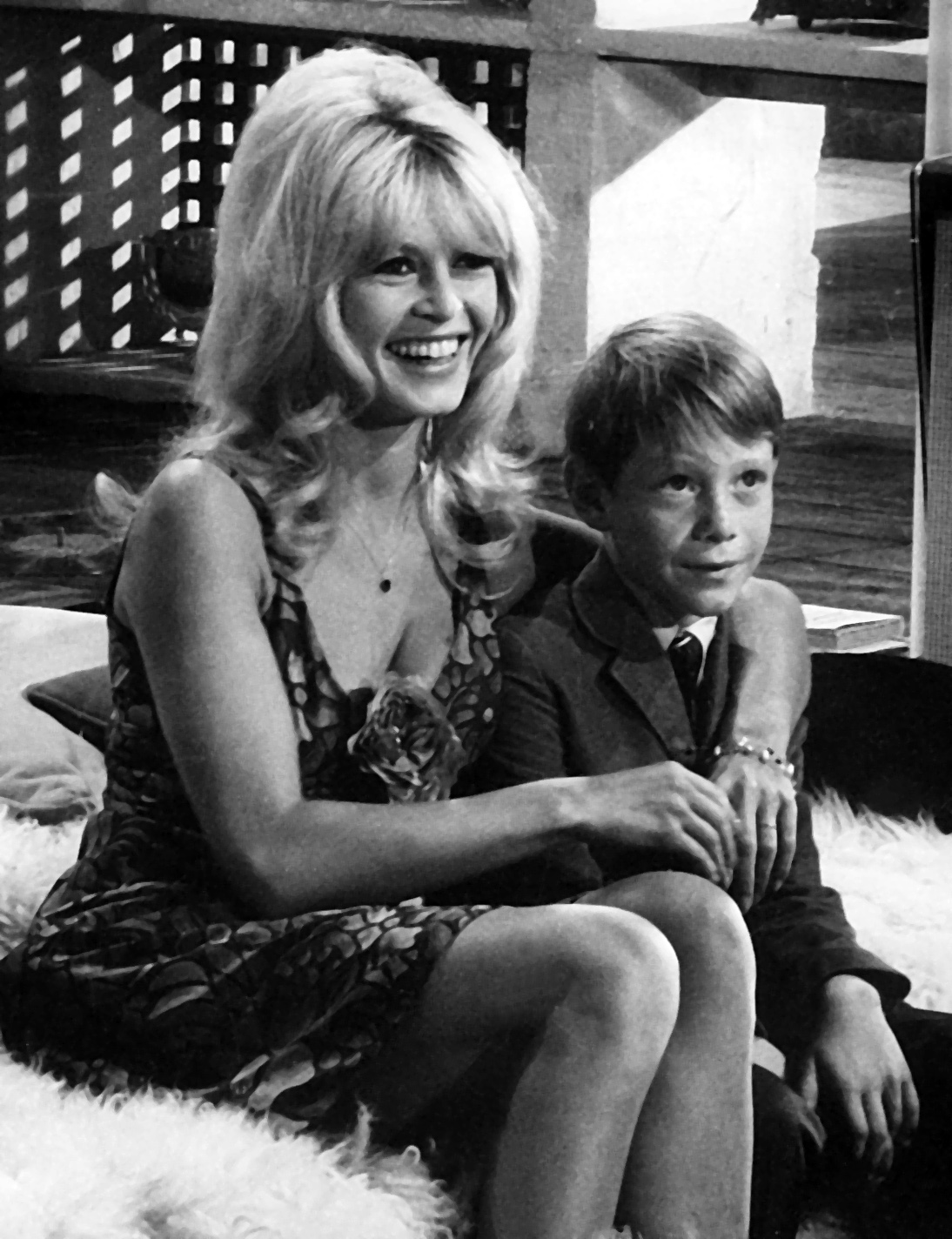
Бардо с юным Биллом Муми на съёмках фильма «Дорогая Брижит», около 1965 года

В 1962 году Бардо была занята съёмками комедии «Отдых воина» (альтернативное название — «Любовь на подушке»), первый режиссёр которой в ходе съёмочного процесса был уволен, и картину дорабатывал Вадим. Брижит не была удовлетворена ни фильмом, ни своей игрой. К тому времени она уже устала от популярности и постоянной шумихи вокруг своей личности и решила, что «Отдых воина» станет её последним фильмом. Однако, получив предложение от Жана-Люка Годара сняться в драматической ленте «Презрение» по мотивам одноимённой книги Альберто Моравиа, не смогла ему отказать. Героиню Бардо звали Камилла Жаваль, и в дальнейшем возникло ошибочное мнение, что это настоящее имя актрисы. Другие главные роли исполнили Мишель Пикколи и Джек Пэланс. На сегодняшний день этот фильм считается классикой новой волны, и критики называют его лучшим у Бардо. Однако непосредственно после выхода картина была воспринята критиками неоднозначно и не имела успеха у зрителей. К тому времени статус самой популярной европейской актрисы уже перешёл к Софи Лорен.

Бардо во время посещения Бразилии в январе 1964 года

В 1964 году Бардо снялась в комедии «Восхитительная идиотка» с Энтони Перкинсом и на пару с Жанной Моро исполнила главную роль в фильме «Вива, Мария!» (обе картины были выпущены в следующем, 1965 году). Когда Луи Маль, режиссёр второй из перечисленных выше картин, обратился с предложением к Бардо, она была в восторге, что снимется в подобного рода комедии (комедийный боевик). Тогда Маль отправил агенту Бардо черновой вариант сценария, и в конечном итоге съёмки прошли осенью 1964 года в Мексике. За роль в «Вива, Мария!» Бардо была номинирована на британскую премию BAFTA в категории «Лучшая иностранная актриса» (ныне «Лучшая женская роль»). Для рекламы киноленты она впервые согласилась поехать в Соединённые Штаты, но по-настоящему узнать новую для себя страну ей не удалось — её визит вызвал невероятный ажиотаж и наплыв репортёров, и всё свободное время актриса была вынуждена провести в номере отеля.
В 1965 году Бардо согласилась сняться в эпизоде семейной комедии «Дорогая Брижит», сыграв саму себя, по её словам, только по причине уважения к режиссёру. По сюжету восьмилетний мальчик, помешанный на Брижит Бардо, вступает с ней в переписку. Когда отец (роль исполнил Джеймс Стюарт) берёт его с собой в Париж, мечта мальчика исполняется — он встречается с Бардо. Актриса отказалась лететь в Голливуд, потому режиссёр и его команда приехали в Париж. На съёмки трёхминутного эпизода с участием Бардо ушли сутки, а общие издержки продюсеров за один съёмочный день достигли суммы в 140 тысяч долларов. «Дорогая Брижит» была первой голливудской работой Бардо, хоть сцену с её участием снимали во Франции. В 1966 году Бардо появилась в эпизодических ролях в фильмах «Мужское — женское» и «Мари Солей».
В 1967 году Бардо исполнила главную роль в драме «Две недели в сентябре» (альтернативные названия — «В глубине души» и «С радостным сердцем») — истории о женщине, разрывающейся между своим молодым человеком и любовником. Режиссёром выступил Серж Бургиньон, а продюсером — Франсис Кон. Критики не оставили от фильма «камня на камне»: он стал кассовым провалом, а рецензент газеты Los Angeles Times и вовсе окрестил картину как «два часа впустую». В следующем году Брижит сыграла роль картёжницы Джузеппины в эпизоде «Уильям Уилсон» триллера «Три шага в бреду», режиссёром которого был Луи Маль. Её партнёром по фильму стал Ален Делон. Как выразилась актриса, «коктейль Делон—Бардо снова не стал взрывным». К тому же Маль заставил её играть в большом чёрном парике, что совсем не подходило её образу и закрывало лицо.
В 1968 году режиссёр Эдвард Дмитрык задействовал Бардо вместе с Шоном Коннери в британском вестерне «Шалако», рассказывающем о конфликте между европейцами-аристократами и американскими индейцами. Как и в случае с «Двумя неделями в сентябре», фильм не получил ни одного положительного отзыва, прежде всего, из-за плохого сценария и отсутствия «химии» между главными героями. Спустя десятилетие в одном интервью Брижит подчеркнула: «В „Шалако“ мне хотелось испытать удачу, и я попробовала говорить по-английски. Во всяком случае можно сказать, что я его выучила». Летом 1968 года Бардо снялась в драме «Женщины» режиссёра Жана Ореля, вышедшей на экраны в следующем году, и в комедии «Медведь и кукла» Мишель Девиля — фильме о влечении противоположностей.

### Последние годы в кино

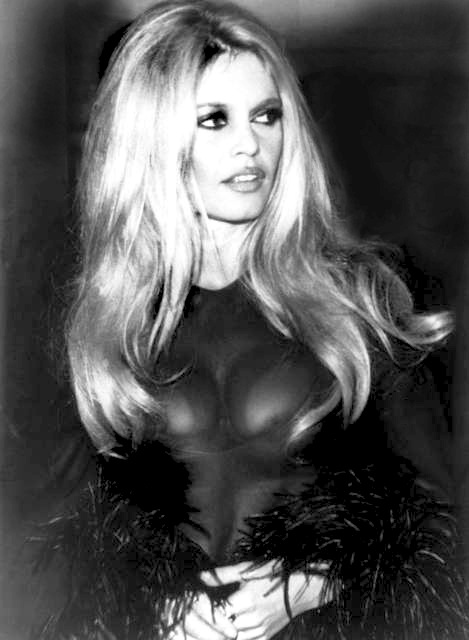
Бардо на коктейль-вечере в середине 1968 года

Первым фильмом Бардо в 1970-х годах стала комедия «Послушницы» режиссёра Ги Казариля о приключениях монахини-беглянки и проститутки. Партнёршей Бардо по ленте стала известная комедиантка Анни Жирардо. Идея объединить двух знаменитых актрис в одном фильме казалась удачной, ведь это сработало в фильме «Вива, Мария!». Однако по неопытности режиссёра на съёмочной площадке царил беспорядок, постановка была непродуманной, реплики постоянно менялись. Просмотрев отснятый материал, Брижит и Анни потребовали, чтобы режиссёра заменили. Желающих доработать фильм не было, пока, наконец, не выручил Клод Шаброль. По мнению критиков и самой Бардо, фильм получился плохим, хотя дуэт Бардо—Жирардо признали удачным. Спустя два десятилетия актриса назвала Казариля «бездарным», а фильм — «дрянью».
Пока работа над «Послушницами» завершалась Шабролем, режиссёр Робер Энрико готовился к съёмкам картины «Ромовый бульвар» и пригласил на главные роли Бардо и Лино Вентуру. Это была серьёзная, длинная и трудная, профессионально задуманная приключенческая драма о жизни контрабандистов спиртных напитков во время сухого закона. Съёмки проходили исключительно на натуре, часто на корабле. Героиня Брижит была звездой немого кино, а центрального персонажа, моряка Корнелиуса, сыграл Вентура. Бардо хорошо поладила с режиссёром, нашла подход к замкнутому Вентуре, и съёмки принесли ей удовольствие. Фильм считают последним значительным успехом актрисы.
Летом 1971 года в окрестностях Мадрида прошли съёмки вестерна «Нефтедобытчицы» (альтернативные названия — «Нефтяные девушки» и «Легенда французского короля») Кристиан-Жака с Бардо и Клаудией Кардинале в главных ролях. Сцены, в которых Брижит изображала ловкую наездницу, дались ей ценой больших усилий, поскольку она, в отличие от Кардинале, практически не умела ездить верхом. Сцену с дракой двух героинь в конце картины снимали в течение недели. Несмотря на хорошую игру актрис, фильм признали ещё менее удачным, чем «Послушницы».
Стало очевидно, что карьера Бардо пошла на спад — фильмы с её участием становились всё менее успешными. В середине 1960-х годов ей платили многомиллионные гонорары, а теперь она в среднем получала 800 тысяч франков за фильм. Она понимала, что её возможности в кино исчерпаны и что пришло время уходить. «После сорока [лет] будет 50, затем 60. И я не хочу в 50 расстраиваться из-за того, что не предлагают новых ролей, и вздыхать о прошлом. Я ухожу потому, что если я не оставлю кино, кино оставит меня», — сказала актриса в то время. Однако уйти она хотела достойно. Именно тогда у Вадима возникла оригинальная идея для новой картины — он хотел изобразить Дон Жуана в виде женщины, и главную роль он предложил бывшей жене. В отличие от фильма «И Бог создал женщину», где Бардо играла «девушку-ребёнка», здесь она должна была сыграть женщину, которая на самом деле является мужчиной. Вадим считал, что, избавившись от привычного образа, она сможет найти своё новое «я» и в последний раз утвердиться как серьёзная актриса. Однако, как он сказал позже, «она снова взялась за старое, подгоняя своего персонажа под рамки Брижит Бардо». Вышла «тяжеловесная» драма с несколькими необычными сценами, которые не понравились критикам. Теперь «Если бы Дон Жуан был женщиной» называют одной из наименее понятных работ режиссёра.

### Конец кинокарьеры
«Я родилась заново; всё, что было до того, как я начала заниматься животными, не имеет ко мне ровным счётом никакого отношения. Женщина, которая снялась во всех фильмах, — это не я. Это кто-то другой. Я не имею никакого отношения ни к ней, ни к целому периоду её жизни. Сегодня моя жизнь всецело посвящена животным, а всё, что было до этого, не моё».
Хотя «Если бы Дон Жуан был женщиной» должен был стать последней работой актрисы, после него Бардо снялась ещё в одном фильме. Её подруга, режиссёр и продюсер Нина Компанеец предложила Брижит сняться в ленте «Поучительная и весёлая история Колино, любителя дёргать за юбки» (1973). Её роль была второстепенной. Действие картины разворачивалось в Средневековье, и съёмки проходили в небольшом городке на юго-западе Франции. В перерыве между съёмками Бардо купила у местной селянки козу по имени Николетта, чтобы спасти её от забоя, и когда привела её с собой в отель, это вызвало скандал. Именно тогда Бардо приняла окончательное решение уйти из кино. «Мне осточертело всё это кривлянье, мне стало понятно, что я пленница, отрешённая от настоящих жизненных ценностей. Моё занятие всегда казалось мне ничтожным, ненужным, никчёмным, достойным осмеяния. У меня была только одна жизнь, и я должна была прожить её по-своему!» — написала актриса в автобиографии. В финальной сцене своего последнего фильма актриса появилась с птицей на руке, что, по её мнению, стало своеобразным символом начала новой жизни, посвящённой борьбе за права животных.
17 июня 1973 года Бардо объявила о завершении кинокарьеры. С тех пор она никогда больше не возвращалась в кино, несмотря на заманчивые предложения многих режиссёров, и не жалела о своём решении. По словам Бардо, актёрская карьера отняла у неё лучшие годы жизни; она никогда по-настоящему не интересовалась кино и снималась главным образом для заработка. Однако в 1996 году Бардо опубликовала автобиографию «Инициалы Б. Б.», в которой подробно рассказала о периоде своей жизни до завершения кинокарьеры.

### Характеристика творчества
За время своей карьеры Бардо отвергла огромное количество ролей, среди которых была Анжелика в экранизации романов Анн и Сержа Голон, сыгранная в дальнейшем Мишель Мерсье. Её критерии выбора фильмов были довольно своеобразными — нередко она соглашалась на участие в картине не из-за сценария, а места съёмок, режиссёра, продюсера или партнёров по фильму, которые были ей симпатичны. Также она намеренно отдавала предпочтение лёгким ролям, в которых она могла оставаться собой, а не играть персонажа, далёкого от настоящей личности актрисы. По мнению близкой подруги Кристины Гуз-Реналь и бывших мужей Жака Шарье и Роже Вадима, в выборе проектов Бардо не хватало профессионального чутья. Она могла бы сниматься в гораздо лучших фильмах, и её актёрская карьера сложилась бы совсем иначе, однако она часто выбирала посредственные картины. Главной причиной тому было её равнодушие к кино.
По воспоминаниям Нины Компанеец, Бардо никогда не вела себя как «звезда» и практически никогда не давала волю своим капризам на съёмочной площадке. Она серьёзно относилась к работе, но сниматься не любила, так как считала это занятие малоприятным. Она ненавидела репетиции, хотя благодаря великолепной памяти всегда наизусть знала свои реплики. Обычно главной проблемой в работе с Брижит было добиться от неё желаемого результата за первую пару дублей, пока она ещё «играла с душой». Затем ей всё начинало надоедать.
Сама Бардо говорила, что не была настоящей актрисой. «Я играю саму себя. Я не такая великая актриса, чтобы играть кого-то ещё. Вот почему мне нравятся простые, сумасбродные, сексуальные роли». Она также заявляла: «Я никогда не влезала в шкуру моих героинь — вместо этого я натягивала на них мою шкуру». С этим соглашались Роже Вадим и Жан-Луи Трентиньян. Первый в одном из интервью утверждал: «Она [Бардо] совершенна и уникальна. Чтобы стать звездой, Брижит достаточно оставаться собой, но для этого нужно освободить её от шнуровки буржуазных условностей». Бардо не стремилась совершенствовать своё актёрское мастерство, потому как эта профессия никогда не приносила ей настоящего удовольствия и была главным образом средством зарабатывать на жизнь.
Актёрским способностям Бардо более всего подходили фильмы в жанре романтической комедии. По её словам, комедии «Парижанка» и «Медведь и кукла» являются одними из немногих её работ, которыми она по-настоящему гордится. По мнению критиков, актриса открыла свой драматический талант в фильмах «Истина» и «Презрение».
В «Истине» героиня Бардо, молодая фривольная женщина, в приступе ревности убивает своего любовника, и основные моменты фильма происходят в зале суда. Одной из лучших сцен была та, где актриса выступила с длинным эмоциональным монологом в свою защиту. Трагическая роль удалась Бардо отчасти благодаря тому, что в то время в её реальной жизни разворачивалась личная драма. К тому же режиссёр Анри-Жорж Клузо намеренно держал её в депрессивном состоянии, постоянно проводил параллели между её жизнью и жизнью её героини — обе осуждаются обществом и воспринимаются как воплощение разврата и безнравственности, обе остались в полном одиночестве. Также под влиянием партнёра по фильму, Сами Фрея, с которым у Бардо был роман во время съёмок «Истины», она стала относиться к репетициям с бо́льшим уважением и перестала конфликтовать с Клузо. В конечном результате получилась картина, благодаря которой Брижит окрестили лучшей актрисой в нескольких странах Европы. «Истина» была её единственным фильмом, который она посмотрела во время «Ретроспективы Бардо» в Париже в 1988 году. Эта роль является её любимой работой за всю карьеру.
Относительно картины «Презрение», классики французской новой волны и лучшего проекта актрисы по мнению многих критиков, Бардо сказала, что чувствовала себя немного чужой в этой ленте. Она лишь выполняла чёткие указания режиссёра Жана-Люка Годара и не вложила в роль ничего от себя. Другим немаловажным фильмом Бардо считается криминальная драма «В случае несчастья». Популярностью также пользуются комедии «Ох уж эта девчонка!», «Парижанка», «Танцуй со мной», «Бабетта идёт на войну» — эти ленты расценивают как приемлемые для широкой аудитории, так как им не свойственны эротизм, безнравственность и феминистский подтекст, как в других работах Бардо.

## Музыкальное творчество
В фильме «Будущие звёзды» (1955) Бардо пела под чужую фонограмму, поскольку «в пении была полный ноль». В киноленте «Доктор на море» (1955) актриса пела голосом Джил Дэй. Во время съёмок фильма «Ювелиры при лунном свете» (1958) в Испании Бардо купила себе гитару и изучила три аккорда. В начале 1960-х годов её друзья, авторы-исполнители Жан-Макс Ривьер и Клод Боллинг, посоветовали актрисе заняться пением и записать несколько композиций. «День ото дня мой лепет становился всё музыкальнее, всё больше походил на пение, и фальшивые ноты тушевались перед известным нахальством, постепенно бравшим верх над болезненной робостью моего растреклятого характера», — рассказывала она о том периоде. Эдди Барклай, владелец крупной студии звукозаписи во Франции, где Бардо в разное время записывалась, сказал о её способностях следующее: «Она не столько пела, сколько рассказывала песню. Сказать по правде, голосок у неё довольно слабенький. Но бог наградил её редким умением донести песню до слушателя, да и вообще, она со всей серьёзностью отнеслась к эстрадной карьере».
В 1960 году Бардо выпустила поп-альбом Behind Brigitte Bardot. В дальнейшем вышло ещё несколько пластинок актрисы, включая Brigitte Bardot Sings (1963), В.В. (1964) и Special Bardot (1968) (французское и международное издания имеют разные названия и альтернативный список композиций). Бардо исполняла песни на французском, английском и испанском языках. После отдыха в Бразилии вместе с Бобом Загури, вернувшись в Париж, она записала трек «Maria Nimguem» на португальском в стиле боссанова. Бардо исполняла песни в фильмах, в которых играла, включая «Вива, Мария!», «Ромовый бульвар», «Доктор на море», «Будущие звёзды», «Ювелиры при лунном свете» и другие.
В 1967 году Боб Загури стал продюсером музыкального шоу «Неповторимая Бардо» (англ. Special Bardot) с участием Брижит. Это была серия из семнадцати видеоклипов на песни в исполнении Бардо, каждый из которых рассказывал свою короткую историю. Среди тех песен была известная «Harley Davidson», написанная французским композитором Сержем Генсбуром. Позже Генсбур написал для Брижит ещё несколько песен, и некоторые из них они записали вместе — «Comic Strip», «Bonnie and Clyde», «Je t’aime… moi non plus». Последняя, медленная баллада с сексуальным подтекстом, была написана Генсбуром специально для Бардо, когда между ними был роман. Тогда актриса всё ещё была замужем за Гунтером Заксом; прознав о песне из слухов репортёров, Закс запретил Бардо исполнять её. Агент Брижит, Ольга Хорстиг-Примуц, была солидарна с Заксом и считала, что выход композиции на радио спровоцирует скандал в прессе. Бардо была вынуждена попросить Генсбура отменить выпуск «Je t’aime… moi non plus». Позднее Генсбур прокомментировал ситуацию с треком: «Я хотел сказать, что песню, которую я исполнил с Бардо, запретил не Гунтер Закс, а я сам, потому что некоторые бульварные газетёнки начали распускать сплетни, и это могло плохо кончиться». В 1969 году Гейнсбур выпустил новый вариант «Je t’aime… moi non plus», перезаписанный с его новой любовницей, певицей и актрисой Джейн Биркин, а первоначальная версия с Бардо вышла только в 1986 году.
В 1973 году Бардо записала композицию «Le Soleil De Ma Vie» в дуэте с Сашей Дистель — франкоязычную версию «You Are the Sunshine of My Life» Стиви Уандера. Самые известные песни в исполнении Бардо: «Harley Davidson», «Contact», «Nu au soleil», «Tu Veuz Ou Tu Veux Pas?», «L’Appareil A Sous», «La Madrague» и «Bonnie and Clyde». На её композиции были сняты многочисленные музыкальные видео и записаны кавер-версии. Почти все клипы и записи музыкальных телешоу с её участием собраны на DVD-издании Divine B.B. (2004).

### Избранная дискография
Указаны французские, британские и международные издания.
- 1960 — Behind Brigitte Bardot (Warner Music)
- 1963 — Brigitte Bardot (Philips)
- 1963 — Brigitte Bardot Sings[англ.] (Philips)
- 1964 — В.В.[англ.] (Virgin France)
- 1967 — Brigitte Bardot Show 67 (Mercury France)
- 1968 — Bonnie and Clyde (Fontana); с Сержем Генсбуром
- 1968 — Brigitte Bardot Show (Mercury France)
- 2003 — Brigitte (Universal)
- 2006 — Brigitte Bardot (Mercury France); сборник песен 1969—1973 годов

## Общественная деятельность

Брижит Бардо в 2002 году, во время поездки в Ниццу

Ещё в 1962 году Бардо первой из французских знаменитостей осудила жёсткие методы забивания скота на бойнях — без предварительного оглушения, когда они умирали долгой мучительной смертью. Под давлением со стороны актрисы французскому правительству пришлось запретить устаревшие методы убийства животных, и после длительной кампании был принят акт, который обязал мясников применять быстродействующие электрошоковые пистолеты.
После завершения кинокарьеры Бардо решила использовать свои популярность и влияние для пропаганды и защиты прав животных. В 1977 году она начала активную кампанию против истребления морских котиков в Восточной Канаде. Фотографии окровавленных животных на снегу облетели весь мир. Узнав, что активист движения за защиту окружающей среды и прав животных Франц Уэбер намеревается провести экологическую акцию в Канаде, актриса предложила ему помощь, которую Уэбер принял. Правительство Канады всячески препятствовало деятельности активистов, но Брижит это не останавливало: она провела пресс-конференцию, на которой заявила, что хотела бы «посетить Канаду при других обстоятельствах. Я приехала сюда не как туристка и не для того, чтобы меня фотографировали, как в Каннах». Увидев, что репортёры посетили конференцию не ради кампании, а лишь из-за неё, Бардо сделала резкое заявление: "Нас спрашивают: «А что будет с охотниками?» «Охотники» — неподходящее слово. Это настоящие живодёры". В адрес Бардо поступало множество оскорблений и угроз, а пресса и вовсе не восприняла намерения актрисы всерьёз. «Я не спала 36 часов. Не понимаю, что происходит. Я так радовалась возвращению во Францию! А в прессе меня осудили и опозорили. <…> Я сделала всё, что было в моих силах. Сделала всё, что могла. Это и есть положительный результат. Я также довольна тем, что смогла привлечь внимание канадской общественности». В дальнейшем она стала известным противником охотничьего промысла, петушиных и собачьих боёв, корриды, употребления в пищу конины, торговли мехом; Бардо боролась за гуманное обращение с животными в зоопарках, выступала против использования животных в медицинских экспериментах. Эта деятельность не всегда давалась ей легко, требовала много сил и мужества и принесла ей немало врагов, в том числе среди охотников. Однако её усилия не были напрасны: например, запрет торговли мехом морских котиков во многих странах мира является в полной мере достижением Бардо. Брижит также является участником организации по охране морской фауны — «Морской пастух».
В 1987 году она основала «Фонд Брижит Бардо» по охране животных. Продав на аукционе свои драгоценности и личные вещи, она собрала сумму в три миллиона франков, необходимую для открытия организации, а также отдала фонду свой дом «Мадраг» (с тех пор она проживает то в доме в городе Базош, то в парижской квартире). В 1992 году Государственный совет признал фонд «предприятием общественной полезности» (фр. utilité publique). Главной целью фонда является борьба с выловом диких животных (для цирков и зоопарков), употреблением в пищу конского мяса, торговлей мехом, использованием животных в медицинских и промышленных экспериментах, браконьерством, охотой на тюленей и китов, а также защита вымирающих видов животных. Фонд способствовал созданию приютов для слонов и приматов в Африке, коал в Австралии и медведей в Болгарии. Участники фонда пытаются выявлять и пресекать любые случаи жестокого обращения с животными, нередко через суд. В 1997 году фонд насчитывал 27 тысяч членов в 42 странах мира, включая Соединённые Штаты, Великобританию и Германию, а через два десятка лет — 75 тысяч членов.

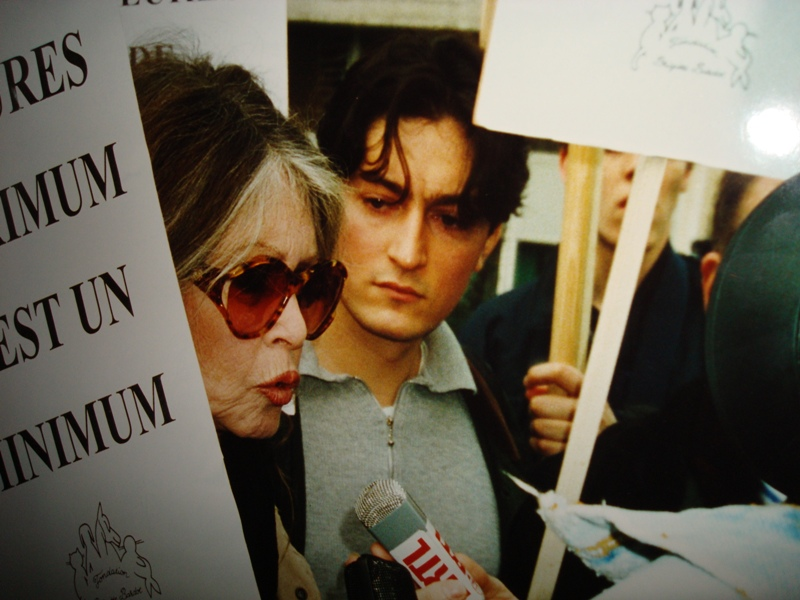
Бардо на митинге в защиту животных в Брюсселе, середина 1995 года

С 1989 по 1992 год на французском телевидении был показан цикл из 13 передач «SOS Animaux», подготовленных Бардо от имени фонда и спродюсированных Роланом Кута и Жаном-Луи Ремийо. Её целью было заставить соотечественников осознать, какие страдания испытывают животные. В первой программе цикла, под названием «Спасём слонов!», Брижит рассказывала о неприятных фактах, связанных с добычей слоновой кости. В других программах цикла под общим заголовком «Спасём!» говорилось об опытах над животными и охоте, бойнях, незаконной торговле животными, о печальной судьбе морских млекопитающих, о корриде, лошадях и человекообразных обезьянах. Программы содержали множество шокирующего видеоматериала.
В 1993 году фонд «Ковчег» учредил ежегодную международную награду имени Брижит Бардо за лучший фильм о животных. Ею отмечают съёмочные группы, которые посредством киноискусства внесли значительный вклад в дело охраны животных. Бардо лично участвует в выборе победителя каждый год, но всегда отказывается посетить церемонию вручения награды в Голливуде. Своё решение она объяснила так: «Может, я и рискнула бы, если, конечно, можно было появиться там в обычном наряде (в джинсах и свитере), вручить награду или произнести небольшую речь — это ещё куда ни шло, но ничего больше. Только не сидеть за столом с другими людьми, не делать ради этого причёску и не заводить знакомств».
В 1999 году Бардо написала открытое письмо лидеру КНР, Цзян Цзэминю, опубликовав его в французском журнале VSD, в котором обвинила китайцев в убийстве тигров и носорогов для изготовления афродизиаков и «издевательстве над бурыми медведями», чей жёлчный пузырь используют в традиционной медицине. Бардо пожертвовала более 140 тысяч долларов на программу массовой стерилизации и строительства приютов для бродячих собак Бухареста, которых насчитывалось более 300 тысяч. Фондом Бардо была создана передвижная ветеринарная клиника, которая занимается стерилизацией и вакцинацией бездомных животных в странах Восточной Европы.
В 2002 году, во время Чемпионата мира по футболу в Южной Корее и Японии, бывшая актриса призвала бойкотировать продукцию корейского производства в знак протеста против употребления в Корее в пищу мясо собак и кошек. После этого она получила несколько тысяч писем с угрозами смерти. «Я получила семь тысяч угроз. Все они писали, что собакоедство является частью их культуры», — заявила Бардо. В марте 2006 года, несмотря на остеоартроз левого бедра, она прилетела в Канаду, чтобы присоединиться к акции протеста против возобновления охоты на морских котиков. Канадский премьер-министр Стивен Харпер отклонил просьбу актрисы о визите. Бардо поддержали Пол Маккартни, Хизер Миллс и Памела Андерсон, которые также приняли участие в кампании.
В феврале 2008 года Памела Андерсон посетила штаб-квартиру «Фонда Брижит Бардо» в Париже. По просьбе Брижит (из-за болезни не смогла появиться на мероприятии), она провела пресс-конференцию и выступила с публичным осуждением охоты на морских котиков и торговли мехом. В начале октября того же года Бардо опубликовала открытое письмо Саре Пэйлин, губернатору штата Аляска и кандидату от Республиканской партии на пост вице-президента США. В нём она со свойственной ей прямолинейностью обвинила Пэйлин в безответственном отношении к окружающей среде Аляски и в непонимании глобальных проблем, выразила возмущение по поводу того, что Пэйлин выступает за бурение нефтяных скважин в Арктике, является сторонницей охоты и не делает ничего для охраны белых медведей. Она также заявила: «Отрицая ответственность людей за глобальное потепление, выступая за ношение оружия и делая заявления, шокирующие своей глупостью, вы позорите женщин, потому что вы сами являетесь страшной опасностью, настоящей экологической катастрофой». 28 сентября 2009 года, в свой 75-й день рождения, Бардо обратилась с просьбой к актрисе Софи Лорен отказаться от ношения меха. По её словам, это было бы лучшим подарком, который итальянская актриса могла бы ей сделать.
В августе 2010 года Бардо направила письмо королеве Дании, Маргрете II, с призывом прекратить убийство дельфинов Фарерских островов, описав данные действия как «чудовищное зрелище», подчеркнув: «Это позор для Дании и Фарерских островов. Это не охота, а бойня… устаревшая традиция, которая не имеет никакого здравого оправдания в наше время». 22 апреля 2011 года министр культуры Франции Фредерик Миттеран включил бой быков в культурное наследие страны, на что Бардо соответственно отреагировала, направив министру критическое письмо с протестом. В июле 2015 года Бардо осудила план Грега Ханта по истреблению двух миллионов кошек для сохранения таких вымирающих видов, как черноногий скальный валлаби и ночной попугай.

## Личная жизнь

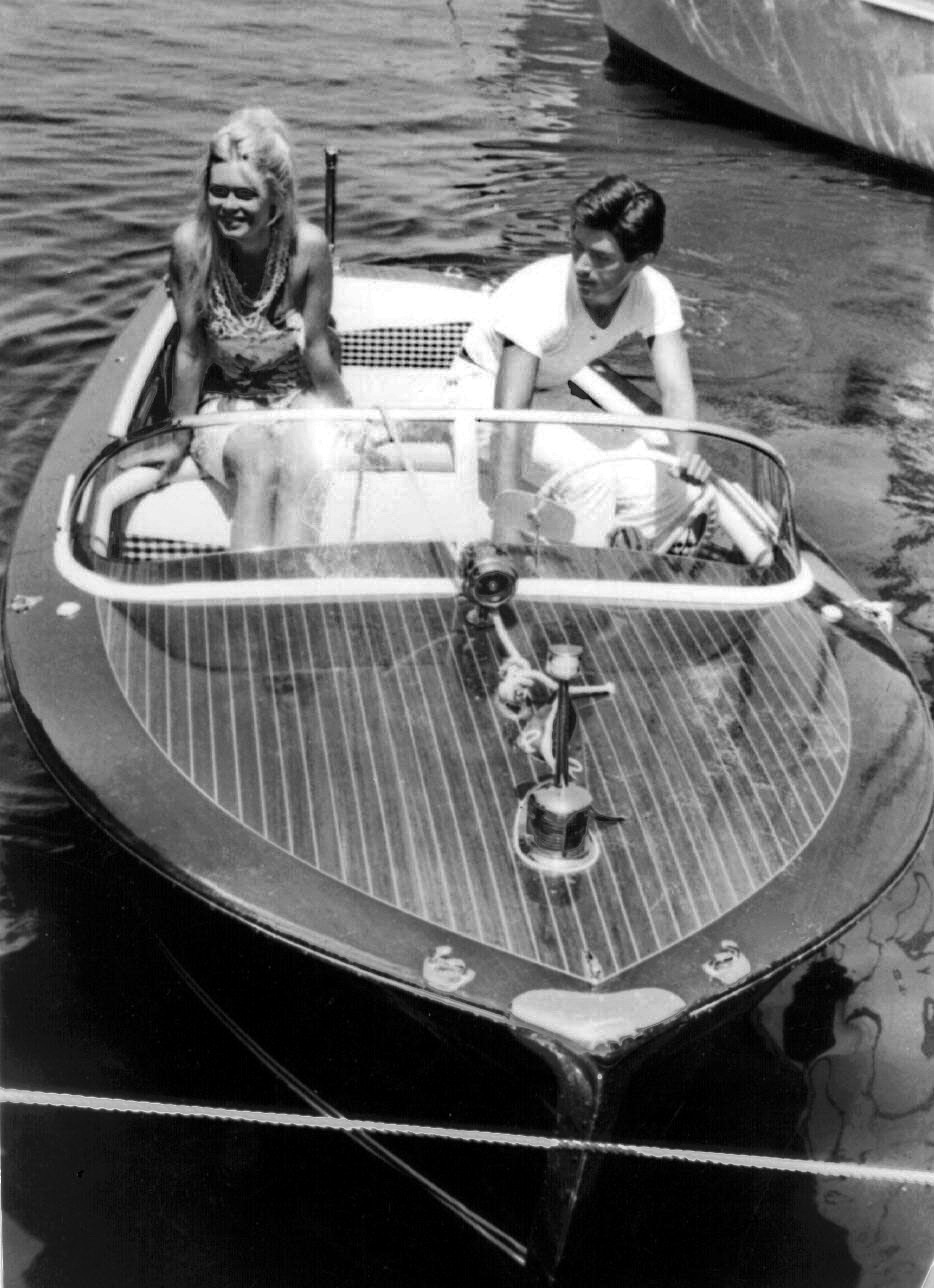
Брижит Бардо с Сами Фреем в Сен-Тропе, около 1963 года

Бардо начала встречаться с режиссёром Роже Вадимом вскоре после их знакомства в 1950 году. Добившись разрешения родителей, 19 декабря 1952 года пара прошла гражданскую церемонию бракосочетания в мэрии 16-го округа Парижа, а на следующий день состоялось венчание в соборе Нотр-Дам-де-Грас в районе Пасси. Православный Вадим по условию, поставленному отцом девушки, был вынужден перейти в католицизм. После свадьбы они поселились в квартире, подаренной молодожёнам родителями Бардо. Вадим оказал значительное влияние на становление личности Брижит — по словам актрисы, он научил её «буквально всему». Уже вскоре после их знакомства он пообещал сделать из неё звезду. Многие критики считают, что именно Вадим «создал Бардо». Тот, в свою очередь, отметил, что, хоть он и помогал ей советами, и его связи в прессе способствовали повышению её популярности, своим успехом она обязана прежде всего своим личным качествам — обаянию, жизнерадостности, чувству юмора, грациозности, а также умению раскованно держаться с журналистами. Впоследствии, однако, их отношения стали исключительно дружескими — по словам актрисы, «быт разбил любовь». Во время съёмок фильма «И Бог создал женщину» в 1956 году она начала встречаться с актёром Жаном-Луи Трентиньяном и вскоре разошлась с мужем. Новый роман широко освещался жёлтой прессой. Однако два года спустя они расстались — Жана-Луи забрали в армию, и Бардо временно встречалась с французским музыкантом Жильбером Беко. Беко был женат, и отношения с ним быстро закончились.
В мае 1958 года она приобрела виллу «Мадраг» в Сен-Тропе, на юге Франции. Летом того же года она завела роман с неизвестным тогда музыкантом Сашей Дистелем, который, благодаря их отношениям, мгновенно стал звездой. Они расстались после того, как во время съёмок фильма «Бабетта идет на войну» (1959) Бардо сблизилась с молодым актёром Жаком Шарье. Результатами романа с Шарье стали беременность актрисы и свадьба, состоявшаяся 18 июня 1959 года. Мэрия, где проходило бракосочетание, была заполнена репортёрами, которых едва сдерживало оцепление жандармов.
Последние месяцы беременности актриса провела дома с задёрнутыми шторами, практически никуда не выходя, — особняк был круглосуточно окружён толпой папарацци, некоторые из них сидели с фотокамерами на крышах соседних зданий. Бардо была вынуждена рожать дома, опасаясь, что фотографы остановят машину «Скорой помощи» или ворвутся в клинику. После рождения сына Николя-Жака Шарье 11 января 1960 года пресса буквально осадила дом — семья Брижит ждала штурм и не была уверена в том, смогут ли жандармы его сдержать. Они были вынуждены впустить в квартиру своего знакомого фотографа, который сделал серию фотографий и за большие деньги продал их в печать.
Ещё до рождения ребёнка Шарье забрали в армию. Не желая воевать в Алжире, он начал симулировать психическое расстройство, голодал, и это привело к настоящему нервному истощению и попытке суицида. В конце концов его комиссовали, но нервы Шарье были расшатаны, и в семье начались скандалы. Шарье, который вырос в патриархальной семье полковника и имел консервативные взгляды на брак, хотел иметь более «традиционную» семью и пытался запретить жене сниматься. Бардо же не собиралась менять свой образ жизни — после родов она продолжила сниматься, одновременно ухаживая за сыном и больным мужем. Согласно автобиографии Бардо, ссоры с Шарье несколько раз заканчивались дракой, что привело к попытке самоубийства с её стороны. Во время съёмок картины «Истина» между Бардо и её партнёром по фильму Сами Фреем начался роман. 17 сентября 1960 года Шарье застал жену в машине с Фреем: между мужчинами завязалась драка, и всю эту сцену снимали папарацци — через десять дней снимки были опубликованы во многих газетах мира. Шарье потребовал развода и опеки над ребёнком. В конечном итоге в 1962 году развод был оформлен, а Бардо согласилась отдать ребёнка бывшему мужу. По признанию актрисы, она никогда не хотела быть матерью, поскольку считала, что не способна нормально позаботиться даже о самой себе и потому не смогла бы стать достойной опорой для ребёнка. В дальнейшем она жалела о своём решении, потому что её отстранённость от сына стала для Николя тяжёлой душевной травмой; это значительно усложнило взаимоотношения матери и сына. Брижит возобновила близкое общение с сыном, когда тот уже повзрослел.
«Я бы сделала всё на свете, лишь бы обо мне как можно реже и меньше говорили. В газетах или ещё где-то… Но я не могу помешать людям говорить обо мне. Когда им нечего обо мне сказать, они выдумывают. И у меня редко бывает возможность сказать самой то, что я думаю. Это всегда проходит через журналы, газеты или ещё где-то. <…> Фотоаппараты папарацци на улице — это ещё ладно… Но у себя дома я вынуждена жить за закрытыми шторами, или с закрытыми ставнями, потому что на крыше дома напротив — объектив!»
Большая популярность, преследования папарацци и поклонников и постоянное вмешательство в частную жизнь актрисы были тяжёлым временем для Бардо. Актриса признавалась, что «слава нравится тебе только первые полгода, самое большее — год. А дальше ты уже сыта ею по горло». Прибыв в любое место или просто выйдя из дома, она немедленно оказывалась в окружении репортёров. Когда съёмки фильмов с её участием проходили на улицах, собирались огромные толпы зрителей, которые блокировали дорожное движение, и в результате съёмки переносились в павильоны. Папарацци и поклонники всевозможными способами врывались в её особняк. Актриса неоднократно подвергалась нападениям; были случаи, когда в неё плевали, бросали камнями, угрожали физической расправой или требовали денег. Когда она посещала свою дублёршу в больнице, в лифте на неё набросилась санитарка и ранила вилкой — подобная сцена вошла в автобиографический фильм «Частная жизнь» (1962). Бардо жаловалась на то, что её жизнь превратилась в подполье и существование стало невыносимым. Она страдала от депрессии и неоднократно пыталась покончить жизнь самоубийством принятием снотворных пилюль. 28 сентября 1960 года, в свой 26-й день рождения, она приняла большую дозу барбитуратов и порезала вены. Её в тяжёлом состоянии нашли соседи и отвезли в госпиталь. Причиной этой попытки самоубийства было полное моральное опустошение из-за конфликтов и разрыва с Шарье, съёмок эмоционально тяжёлой трагедийной картины «Истина» и разлуки с новым любовником и партнёром по фильму, Сами Фреем, которого тоже призвали в армию.

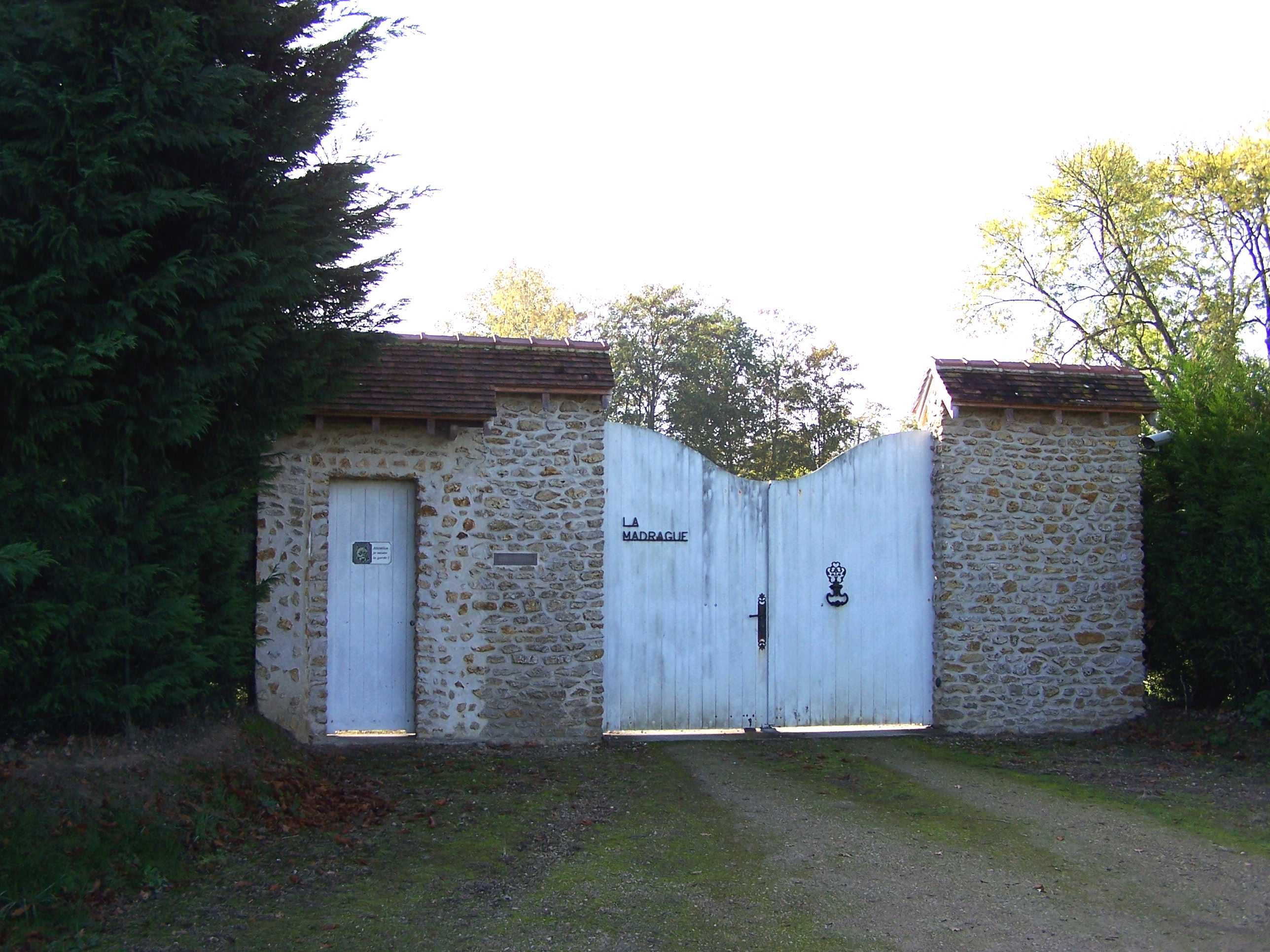
Ворота дома Бардо «Мадраг» в Сен-Тропе, ныне принадлежащего фонду актрисы

В дальнейшем у Бардо были романы с бразильским музыкантом и танцором Бобом Загури и автором-исполнителем Сержем Генсбуром. Оба способствовали музыкальной карьере Брижит: первый стал продюсером её музыкального шоу «Неповторимая Бардо», а со вторым она записала и выпустила несколько хит-синглов. Летом 1966 года, в одном из кафе Сен-Тропе, Брижит познакомилась с экстравагантным немецким мультимиллионером Гунтером Заксом. Между ними быстро начался роман, и 14 июля того же года Закс стал её третьим мужем. Церемония бракосочетания прошла в Лас-Вегасе. Однако и этот брак долго не продлился. Причиной расставания были разный характер и образ жизни — она стремилась к простоте и покою, а он постоянно был в окружении друзей, часто путешествовал и посещал различные приёмы, любил роскошь. К тому же до Бардо дошли слухи, что Закс женился на ней из-за пари. В конце концов взаимная супружеская измена привела к разрыву между ними в 1968 году. В конце 1960-х и в начале 1970-х годов у Бардо был роман с двадцатилетним студентом-политологом Патриком Жилем. В 1970-х её партнёрами были бармен Кристиан Кальт и начинающий актёр Лоран Верга. В 1980 году Бардо была в близких отношениях со скульптором Мирославом «Мирко» Брозеком. После неудач в личной жизни разочарованная Бардо жила в одиночку около восьми лет, практически ни с кем не общаясь. В начале 1980-х годов у Бардо обнаружили рак молочной железы. Перенеся операцию, она прошла курс радиотерапии, который, по её признанию, «совершенно измучил» актрису. Спустя некоторое время она полностью выздоровела.
Сын Бардо, Николя, изучал экономику в Парижском университете, учился игре на фортепиано, сочинял музыку и занимался аранжировкой. Когда ему исполнилось 22 года, модельер Пьер Карден пригласил его в качестве манекенщика на свой показ. Во время работы он познакомился с норвежской моделью и дочерью дипломата Анной-Лин Бьоркан. В 1984 году они поженились и переехали в Осло. Первая дочь Николя, Анна-Камилла Шарье, родилась в 1985 году, вторая, Теа-Жозефина, через пять лет. Оставив модельный бизнес, Николя в дальнейшем работал в компьютерной сфере.
В июле 1992 года Бардо познакомилась через общего друга-адвоката с Бернаром д’Ормалем. 16 августа 1992 года, посещая семью сына Николя в Норвегии, они поженились в маленькой местной церкви. Осенью 1996 года в Париже вышла автобиографическая книга Бардо под названием «Инициалы Б. Б.», которая писалась ею в течение более двадцати лет. Книга, охарактеризованная как «страстные, причудливые, ошеломляющие своей откровенностью мемуары», моментально стала бестселлером и была переведена на 23 языка, включая русский. В мемуарах Бардо описала своё детство и юность, первые шаги в кино, годы в зените славы и закат актёрской карьеры, показав фасад и изнанку мира кино. Она также подробно рассказала о своей личной жизни. В частности, она утверждала, что во время её беременности Жак Шарье неоднократно применял к ней насилие. Эти комментарии возмутили Шарье, и вскоре он опубликовал книгу «Мой ответ Брижит Бардо» (фр. Ma réponse à Brigitte Bardot), в которой рассказал свою версию истории взаимоотношений с бывшей женой. В 1999 году Бардо издала второй том автобиографии, где рассказала о годах после ухода из кино, в частности о своей общественной деятельности.

## Политические взгляды
Муж Бардо, Бернар д’Ормаль, в прошлом работал кинопрокатчиком в Африке, а в 1990-х годах был советником Жана-Мари Ле Пена, председателя французской консервативной партии «Национальный фронт». Сам он утверждал, что не является членом «НФ» и помогал Ле Пену только как давний друг. Однако в то время в прессе имена Бардо и д’Ормаля связывали с «Национальным фронтом». Брижит никогда не скрывала, что она аполитична и не является членом какой-либо партии. Однако известно, что в 1959 году она поддерживала французского президента Шарля де Голля, позже сказав о нём: «К этому большому человеку, честному, мужественному, стойкому и надёжному, я всегда питала слабость». В 1974 году она поддержала избирательную кампанию Валери Жискар д’Эстена. В 2000-х годах Бардо выражала поддержку Ле Пену.
Стремясь заручиться поддержкой правительства, в октябре 1984 года Бардо вместе со своим другом-активистом и телевизионным продюсером Аленом Бугреном-Дюбуром отправились на приём к президенту Франции Франсуа Миттерану. Тот не смог отказать в приёме настолько знаменитому лицу. Бардо и Бугрен-Дюбур представили президенту перечень из 30 безотлагательных мер, применение которых необходимо для защиты и улучшения условий жизни животных в стране. Миттеран проявил заинтересованность этими проблемами и обещал актрисе «на досуге ознакомиться с документом». Фотографии президента с двумя активистами в Елисейском дворце были опубликованы во всех местных печатных изданиях. Однако с тех пор ни одна из мер так и не была принята.
Во время президентских выборов во Франции в 2007 году Бардо, уставшая от того, что её имя постоянно связывают с Ле Пеном, выступила с заявлением, что никогда не была членом ни «Национального фронта», ни какой-либо другой политической партии. Ещё в середине 1990-х годов она сказала: «Я замужем за Бернаром, а не за „Национальным фронтом“». Она также подчеркнула, что не будет голосовать на выборах, поскольку ни один из 12 кандидатов в президенты не интересуется проблемами животных. Во время президентских выборов в США в 2008 году Бардо резко раскритиковала Сару Пэйлин и выразила надежду, что американцы выберут в президенты кандидата от демократической партии Барака Обаму.
На президентских выборах во Франции в 2012 году Бардо поддержала Марин Ле Пен, кандидата от «Национального фронта», описав её как «женщину, обладающую достаточным количеством мужества для того, чтобы вернуть Франции достойную позицию среди других стран». Спустя два года в интервью для Paris Match Брижит назвала Ле Пен «Жанной д’Арк XXI века». На следующих выборах во Франции в 2017 году актриса призвала не голосовать за Эмманюэля Макрона, так как, по её мнению, «он встал на сторону животноводов и охотников, выступив против организаций по защите прав животных, которые и без того с трудом борются с лобби, по всей видимости, имеющими огромное влияние на этого кандидата». Как признаётся Бардо, президент Российской Федерации Владимир Путин вызывает у неё восхищение тем, что «он сделал для защиты животных больше, чем все французские президенты вместе взятые».
В конце 2018 года Бардо поддержала движение жёлтых жилетов, недовольных повышением цен на бензин и политикой правительства Макрона в целом. Она также заявила, что правительство игнорирует все её просьбы о помощи в борьбе за права животных. В связи с этим Бардо призвала голосовать за Партию анималистов на выборах в Европейский парламент в мае 2019 года, что некоторые издания сочли отстранением от политики крайне правой партии Ле Пен. В июне 2020 года Бардо опубликовала открытое письмо в поддержку французской полиции в связи с массовыми протестами, вызванными убийством Джорджа Флойда 25 мая. Актриса заявила, что национальная полиция защищает страну от «вторжения подонков», и вновь раскритиковала политику правительства «покорного Макрона», которое, по её мнению, недостаточно поддерживает полицию.

## Споры и судебные иски
С 1970-х годов Бардо, одновременно с началом деятельности по защите животных, участвовала во многих судебных процессах. Она подавала в суд на издательства, журналистов, коммерческие предприятия — любого, кто, по её мнению, опорочил или недобросовестно использовал имя актрисы, образ, голос и фотографии. В суде её представлял адвокат Жиль Дрейфус, который в 1962 году занимался её разводом с Шарье. Ему удавалось отсуживать для своей клиентки немалые деньги. При этом и самой Бардо неоднократно приходилось выступать в роли ответчицы в суде.
В 1981 году её вызвали в суд за клевету и оскорбительные высказывания после того, как она обвинила местную цветочницу, мадам Одетт Жиро, в жестоком убийстве своей кошки — выяснилось, что это сделал сын Жиро. В 1989 году Бардо приютила осла Шарля своего соседа на время его отъезда и кастрировала животное без разрешения хозяина, ссылаясь на агрессивность осла и его «домогательства» до её собственной ослицы Мимозы и старой 32-летней кобылы Герцогини, которую Бардо спасла от бойни. Актриса является сторонницей стерилизации домашних животных и всегда была уверена, что «страдания животных отчасти следуют из того, что их расплодилось слишком много». К тому же Бардо отказалась отдать осла назад. За это сосед вызвал её в суд вместе с ветеринаром Жаком Обертеном, кастрировавшим осла. Этот судебный иск, широко освещаемый местными журналистами, закончился в 1992 году победой Бардо.
С начала 1990-х годов Бардо открыто критиковала мусульманские ритуальные убийства животных, иммиграцию и ислам во Франции, современное общество и межрасовые браки. По её собственным словам, намерением актрисы было «сказать вслух то, что другие только подумывают сказать». Как следствие, Бардо пять раз осуждали за «разжигание межнациональной розни». В 1997 году её оштрафовали за комментарии о «перенаселении Франции иммигрантами, в частности мусульманами», опубликованные в газете Le Figaro, а в 1998 году осудили за заявление о возрастающем количестве мечетей во Франции. В автобиографии «Площадь Плутона» (1999) Бардо раскритиковала мусульманский праздник Курбан-байрам, во время которого закалывают жертвенных животных (овец, коз, коров, верблюдов и т. д.). В разделе «Открытое письмо моей безнадёжно потерянной Франции» она написала: «…моя страна, Франция, моя родина, моя земля снова заполнена толпой иностранцев, в частности мусульманами». За это высказывание французский суд оштрафовал её в июне 2000 года на 30 тысяч франков.
В своей книге «Крик в тишине» (2003) она предупредила об «исламизации Франции» и сказала о переселении мусульман следующее: «За последние двадцать лет мы уступили подпольному, опасному и неуправляемому проникновению, которое не только противоречит нашим законам, но и пытается навязать нам свои». Кроме того, она критиковала гей-прайды и называла современных гомосексуалов «ярмарочными уродами». Также она выражала недовольство тем, что правительство материально помогает иммигрантам, «когда столько граждан Франции живёт в нищете», и призывала к возвращению смертной казни для детоубийц.
В мае 2003 года представители Движения против расизма и за дружбу между народами объявили, что подадут в суд на Бардо. Председатель движения назвал книгу актрисы «неприемлемой», «настоящим призывом к расизму, дискриминации и насилию». Против Бардо также выступила Международная лига по правам человека. 10 июня 2004 года французский суд в четвёртый раз осудил Бардо за «разжигание межнациональной розни» и оштрафовал её на пять тысяч евро, ссылаясь на такие фразы в автобиографии «Крик в тишине», как «исламизация Франции», «подпольное и опасное проникновение ислама» и «смешение генов». Бардо отрицала обвинения в расизме и сказала на судебном заседании следующее: «Я никогда не хотела никого намеренно оскорблять — это не свойственно моему характеру». Она направила письмо в французский гей-журнал, в котором написала: «За исключением моего мужа, — который, возможно, тоже когда-нибудь изменит ориентацию, — я целиком и полностью окружена гомо. В течение многих лет они были моей поддержкой, моими друзьями, моими усыновлёнными детьми, моими исповедниками».
В 2008 году Бардо вновь получила повестку в суд «за ненависть на расистской почве». Поводом стало её письмо в декабре 2006 года тогдашнему министру внутренних дел Николя Саркози, обнародованное на веб-сайте актрисы. В нём она выступила против жертвоприношения баранов на мусульманском празднике, при котором домашних животных предварительно не оглушают, и добавила, что ей надоело «потакание исламскому населению и насаждение их традиций — это разрушает Францию». Адвокат Бардо настаивал на том, что её слова были вырваны из контекста её деятельности по защите животных и ошибочно истолкованы как оскорбление ислама, в то время как критика актрисы была направлена прежде всего на жестокое обращение с животными. Суд закончился для Бардо крупнейшим штрафом в её жизни — 15 тысяч евро. С 1997 года это было уже пятое взыскание с актрисы.
В марте 2019 года Бардо отправила письмо Амори де Сейнт-Квентину, префекту региона Реюньон, расположенного на одноимённом острове в Индийском океане. Она обвинила жителей острова в жестоком обращении с животными и назвала их «туземцами, сохранившими гены дикарей». После этого прокурор подал на Бардо в суд за «ненависть на расистской почве». В октябре того же года Бардо назвала главу Национальной федерации охоты Вилли Шраэна «трусливым недочеловеком» и «ярким примером террориста». Как отмечалось в прессе, она употребила слово «недочеловек» (англ. sub-human; нем. untermensch), которое использовалось в нацистском лексиконе как обозначение представителей враждебной расы, подлежащей уничтожению. В конце июня 2021 года суд города Арраса обвинил Бардо в клевете и приговорил её к штрафу в 4200 фунтов стерлингов, обязал удалить публикацию с сайта в течение 15 дней, выплатить Шраэну 850 ф. ст. и вдобавок ту же сумму в качестве компенсации за судебные расходы.

## Влияние
В 1950—1960-х годах Брижит Бардо считалась самой привлекательной женщиной европейского кино, законодательницей стиля и моды и одним из главных мировых секс-символов наравне с Мэрилин Монро, Софи Лорен и Джейн Фонда. В послевоенной консервативной Франции она стала воплощением эмансипации, сексуальной свободы, вольнодумства и бунтарства. Её называли голосом женского движения во Франции, хотя сама актриса в нём не участвовала. Она одной из первых появилась обнажённой на экране и значительно способствовала либерализации кинематографа. В 2007 году британский киножурнал Empire назвал её одной из ста самых сексуальных кинозвёзд всех времён.
О влиянии Бардо писали, что она «положила начало новому образу жизни для её поколения. Ни одна актриса не вызывала к жизни такого повального подражания. Не только другие актрисы, но и молоденькие девчонки во всех уголках света перенимали стиль Бардо, подражали её растрепанной причёске, едва заметной косметике, пристрастию к простой, облегающей одежде (платьям в знаменитую клеточку, джинсам и свитерам, которые скорее напоминали вторую кожу) и, что немаловажно, воспринимали её дерзкое — по крайней мере для 1950-х годов — убеждение, что женщине позволено предаваться радостям жизни и менять возлюбленных столь же смело, как и мужчине». Личность Бардо интересовала знаменитых писателей Симону де Бовуар, Маргерит Дюрас и Жана Кокто, журналиста Франсуа Нурисье, которые посвятили ей статьи и монографии.
Бардо сделала значительный вклад в моду. Она популяризировала бикини, появившись в нём на Каннском кинофестивале 1953 года и на экране, в своих ранних работах. На свадьбу с Жаком Шарье она надела розовое клетчатое платье, созданное специально для неё модельерами Луи Феро и Жаком Эстерелем, и таким образом положила начало длительной моде на клетчатую одежду во всём мире. Также Бардо приписывают моду на причёски «Бабетта» и «Кислая капуста», полинявшую джинсовую одежду, шорты, безрукавки и чёрную подводку для глаз. В 1960-х Бардо носила чёлку-шторку (англ. Curtain bangs), мода на которую вернулась в 2021 году благодаря обложке альбома американской поп-певицы Билли Айлиш Happier Than Ever Чёлка стала трендом в социальных сетях, например, TikTok. В 1960-х годах Бардо выпустила собственную коллекцию одежды «Мадраг». Она также способствовала популяризации курортных городов Сен-Тропе, Франция и Бузиус, Бразилия. В первом она жила в конце 1950-х годов, а во втором — отдыхала со своим бразильским любовником Бобом Загури в 1964 году.
Имя Бардо упоминается как символ 1950-х годов во многих популярных песнях, включая композиции «I Shall Be Free No. 10» Боба Дилана, «I Think I’m Going to Kill Myself» Элтона Джона и «We Didn’t Start the Fire» Билли Джоэла. Известно, что Бардо была идеалом красоты для молодых Джона Леннона и Пола Маккартни, участников культовой британской группы The Beatles. Джордж Харрисон и Ринго Старр также называли Бардо своей любимой актрисой. Во время визита Брижит в Лондон она лично встретилась с Ленноном. The Beatles планировали снять совместный художественный фильм с Бардо, однако эти планы так и не осуществились.

## Критика
Став объектом культового почитания, Бардо часто подвергалась жёсткой критике, в частности со стороны клерикалов и консерваторов. Поклонники называли её эталоном красоты и женственности, когда недоброжелатели, напротив, — «воплощением греха и разврата». На Всемирной выставке в Брюсселе в 1958 году в одном из павильонов появилась стена с фотографиями актрисы, символизировавшими «порочный дух плоти», — отец Бардо добился через суд изъятия снимков. Однако спустя десятилетие, в 1970 году, Бардо стала первой женщиной, выбранной моделью для бюста Марианны — официального символа Франции.
Актрису неоднократно критиковали за образ жизни. После её сенсационного бракосочетания в 1966 году с Гунтером Заксом один католический священник опубликовал открытое письмо Бардо в журнале «Католическая жизнь в иллюстрациях» (фр. La Vie Catholique Illustrée), в котором обвинил её в отсутствии зрелости и несерьёзном отношении к браку, критиковал актрису за частые смены партнёров и заявил, что таким образом она пагубно влияет на своих подражателей, подчеркнув: «Это не любовь. И отнюдь не доказательство зрелости личности. Это образ жизни, выставляемый напоказ перед теми, кто готов бездумно перенимать привычки своего идола».
Оставив актёрскую карьеру и начав активистскую деятельность, Бардо также неоднократно становилась объектом критики. В частности, её обвиняли в мизантропии, в том, что проблемы животных для неё важнее проблем людей. Бардо отвечала, что, занимаясь делом охраны животных в течение многих лет, она достигла очень малого, и если при этом занималась бы ещё и проблемами человечества, её достижения были бы менее значительными — она предпочитает работать в одной конкретной сфере. Брижит подчеркнула: «От жестокости к животным до жестокости к человеку один шаг. Война произошла от охоты. Кровь взывает о крови. Я всегда относилась к животным с величайшим уважением, я никогда не рассматривала их как безгласные объекты. И мне хотелось бы одного — стать тем катализатором, который бы пробудил общественное мнение, потому что без общественного мнения я бессильна что-либо изменить».

## Фильмография
| Год  |     | Русское название                                                              | Оригинальное название                                            | Роль                                                  |
| ---- | --- | ----------------------------------------------------------------------------- | ---------------------------------------------------------------- | ----------------------------------------------------- |
| 1952 | ф   | Нормандская дыра                                                              | Le Trou Normand                                                  | Жавотта Лемуан / (фр. Javotte Lemoine)                |
| 1952 | ф   | Манина, девушка в бикини                                                      | Manina, la fille sans voile                                      | Манина / (фр. Manina)                                 |
| 1952 | ф   | Длинные зубы                                                                  | Les Dents longues                                                | подружка невесты                                      |
| 1953 | ф   | Портрет его отца                                                              | Le Portrait de son père                                          | Домино / (фр. Domino)                                 |
| 1953 | ф   | Акт любви                                                                     | Act of Love                                                      | Мими / (фр. Mimi)                                     |
| 1953 | ф   | Тайны Версаля                                                                 | Si Versailles m’était conté                                      | Мадемуазель де Розиль / (фр. Mademoiselle de Rosille) |
| 1954 | ф   | Традита                                                                       | Tradita                                                          | Анна / (итал. Anna)                                   |
| 1954 | ф   | Сын Каролины Шери                                                             | Le Fils de Caroline Chérie                                       | Пилар д’Аранда / (фр. Pilar d’Aranda)                 |
| 1955 | ф   | Будущие звёзды                                                                | Futures Vedettes                                                 | Софи / (фр. Sophie)                                   |
| 1955 | ф   | Доктор на море                                                                | Doctor at Sea                                                    | Элен Кольбер / (фр. Hélène Colbert)                   |
| 1955 | ф   | Большие манёвры                                                               | Les Grandes Manœuvres                                            | Люси / (фр. Lucie)                                    |
| 1955 | ф   | Уличный свет                                                                  | La Lumière d’en face                                             | Оливия Марсо / (англ. Olivia Marceau)                 |
| 1955 | ф   | Ох уж эта девчонка!                                                           | Cette Sacree Gamine                                              | Брижит Латур / (фр. Brigitte Latour)                  |
| 1956 | ф   | Мой сын Нерон                                                                 | Les Week-ends de Néron                                           | Поппея / (фр. Poppaea)                                |
| 1956 | ф   | Елена Троянская                                                               | Helen of Troy                                                    | Андрасте / (англ. Andraste)                           |
| 1956 | ф   | Мадемуазель Стриптиз                                                          | En Effeuillant la Marguerite                                     | Аньез Дюмон / (фр. Agnès Dumont)                      |
| 1956 | ф   | И Бог создал женщину                                                          | Et Dieu… créa la femme                                           | Жюльетт Арди (фр. Juliette Hardy)                     |
| 1956 | ф   | Невеста слишком хороша                                                        | La Mariée est trop belle                                         | Шушу / (фр. Chouchou)                                 |
| 1957 | ф   | Парижанка                                                                     | Une Parisienne                                                   | Брижит Лорье / (фр. Brigitte Laurier)                 |
| 1958 | ф   | Ювелиры при лунном свете                                                      | Les Bijoutiers du clair de lune                                  | Урсула / (фр. Ursula)                                 |
| 1958 | ф   | В случае несчастья                                                            | En Cas de Malheur                                                | Иветта Моде / (фр. Yvette Maudet)                     |
| 1959 | ф   | Женщина и паяц                                                                | La Femme et le Pantin                                            | Эва Маршан / (фр. Éva Marchand)                       |
| 1959 | ф   | Бабетта идёт на войну                                                         | Babette s’en va-t-en guerre                                      | Бабетта / (фр. Babette)                               |
| 1959 | ф   | Танцуй со мной                                                                | Voulez-vous danser avec moi?                                     | Виржини Дандьё / (фр. Virginie Dandieu)               |
| 1960 | ф   | Ночное дело                                                                   | L’Affaire d’une nuit                                             | девушка в ресторане                                   |
| 1960 | ф   | Истина                                                                        | La Vérité                                                        | Доминик Марсо / (фр. Dominique Marceau)               |
| 1961 | ф   | Отпустив поводья                                                              | La Bride sur le cou                                              | Софи / (фр. Sophie)                                   |
| 1961 | ф   | Знаменитые любовные истории (эпизод: «Аньез Бернауэр» / фр. «Agnès Bernauer») | Les Amours célèbres                                              | Аньез Бернауэр / (фр. Agnès Bernauer)                 |
| 1962 | ф   | Частная жизнь                                                                 | Vie privée                                                       | Джилл / (фр. Jill)                                    |
| 1962 | ф   | Отдых воина                                                                   | Le Repos du guerrier                                             | Женевьева Ле Тиель / (фр. Geneviève Le Theil)         |
| 1963 | док | Папарацци                                                                     | Paparazzi                                                        | камео                                                 |
| 1963 | док | Запретный соблазн                                                             | Tentazioni Proibite                                              | камео                                                 |
| 1963 | ф   | Презрение                                                                     | Le Mépris                                                        | Камилла Жаваль / (фр. Camille Javal)                  |
| 1964 | ф   | Восхитительная идиотка                                                        | Une ravissante idiote                                            | Пенелопа Лайтфизер / (англ. Penelope Lightfeather)    |
| 1964 | ф   | Мари-Солей                                                                    | Marie-Soleil                                                     | камео                                                 |
| 1965 | ф   | Дорогая Брижит                                                                | Dear Brigitte                                                    | камео                                                 |
| 1965 | ф   | Вива, Мария!                                                                  | Viva María!                                                      | Мария / (фр. Maria)                                   |
| 1966 | ф   | Мужское — женское                                                             | Masculin Féminin                                                 | камео                                                 |
| 1967 | ф   | Две недели в сентябре                                                         | Two Weeks in September                                           | Сесиль / (фр. Cécile)                                 |
| 1968 | ф   | Три шага в бреду (эпизод: «Уильям Уилсон» / англ. «William Wilson»)           | Tre Passi Nel Delirio                                            | Джузеппина / (фр. Giuseppina)                         |
| 1968 | ф   | Шалако                                                                        | Shalako                                                          | графиня Ирина Лазаар / (фр. comtesse Irina Lazaar)    |
| 1969 | ф   | Женщины                                                                       | Les Femmes                                                       | Клара / (фр. Clara)                                   |
| 1970 | ф   | Медведь и кукла                                                               | L’Ours et la Poupée                                              | Фелиция / (фр. Félicia)                               |
| 1970 | ф   | Послушницы                                                                    | Les Novices                                                      | Аньез / (фр. Agnès)                                   |
| 1971 | ф   | Ромовый бульвар                                                               | Boulevard du rhum                                                | Линда Ларю / (фр. Linda Larue)                        |
| 1971 | ф   | Нефтедобытчицы                                                                | Les Pétroleuses                                                  | Луиза / (фр. Louise)                                  |
| 1973 | ф   | Если бы Дон Жуан был женщиной                                                 | Don Juan ou Si Don Juan était une femme                          | Жанна / (фр. Jeanne)                                  |
| 1973 | ф   | Поучительная и весёлая история Колино, любителя дёргать за юбки               | L’Histoire très bonne et très joyeuse de Colinot trousse-chemise | Арабель / (фр. Arabelle)                              |

### на французском языке
- 1978 — «Нооноа, маленький белый тюлень» (фр. Noonoah, le petit phoque blanc); издательство Grasset jeunesse, ISBN 978-2246005742
- 1996 — «Инициалы Б. Б.» (фр. Initiales B.B.); издательство Grasset, ISBN 978-2246526018
- 1999 — «Площадь Плутона» (фр. Le Carré de Pluton); издательство Grasset, ISBN 978-2246595014
- 2003 — «Крик в тишине» (фр. Un cri dans le silence); издательство Éditions du Rocher[фр.], ISBN 978-2268047256
- 2006 — «Почему?» (фр. Pourquoi?); издательство Éditions du Rocher, ISBN 978-2268059143
- 2014 — «Мой червонный туз» (фр. Mes as de cœur; издательство Éditions Arthaud[фр.], ISBN 978-2081306059
- 2018 — «Слёзы битвы» (фр. Larmes de combat); издательство Éditions Plon[фр.], ISBN 978-2259263757

## Память
- 17062 Бардо[фр.] — астероид, названный в честь актрисы[209].